# Genocidio

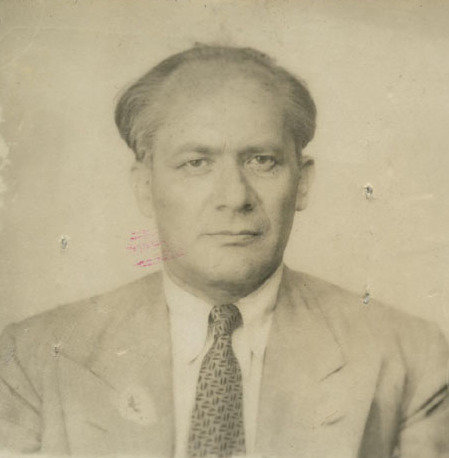
L'avvocato polacco Raphael Lemkin, ideatore del termine "genocidio"

Con genocidio, secondo la definizione adottata dall'ONU, si intendono «gli atti commessi con l'intenzione di distruggere, in tutto o in parte, un gruppo nazionale, etnico, razziale o religioso».
Negli studi giuridici, storici, politici e sociologici, a partire dalla fine della seconda guerra mondiale, il concetto di genocidio, sviluppatosi in origine nell'ambito del diritto internazionale, è stato utilizzato in diversi contesti e con diverse accezioni:
- accezione giuridica, con una definizione necessariamente precisa per poterne ricomprendere la fattispecie nell'attività d'indagine e processuale;
- accezione sociopolitica per designare specificatamente i genocidi del XX secolo;
- accezione storiografica, con un significato generale che ricomprende fenomeni di sterminio ricorrenti nella storia universale, in società anche molto diverse tra loro.

Al pari di terrorismo, tortura, crimini di guerra, crimini contro l'umanità e crimini di aggressione, il genocidio si annovera fra i crimini internazionali, per i quali vige la regola della giurisdizione internazionale e l'istituzione di tribunali sovranazionali.

## Origine ed etimologia

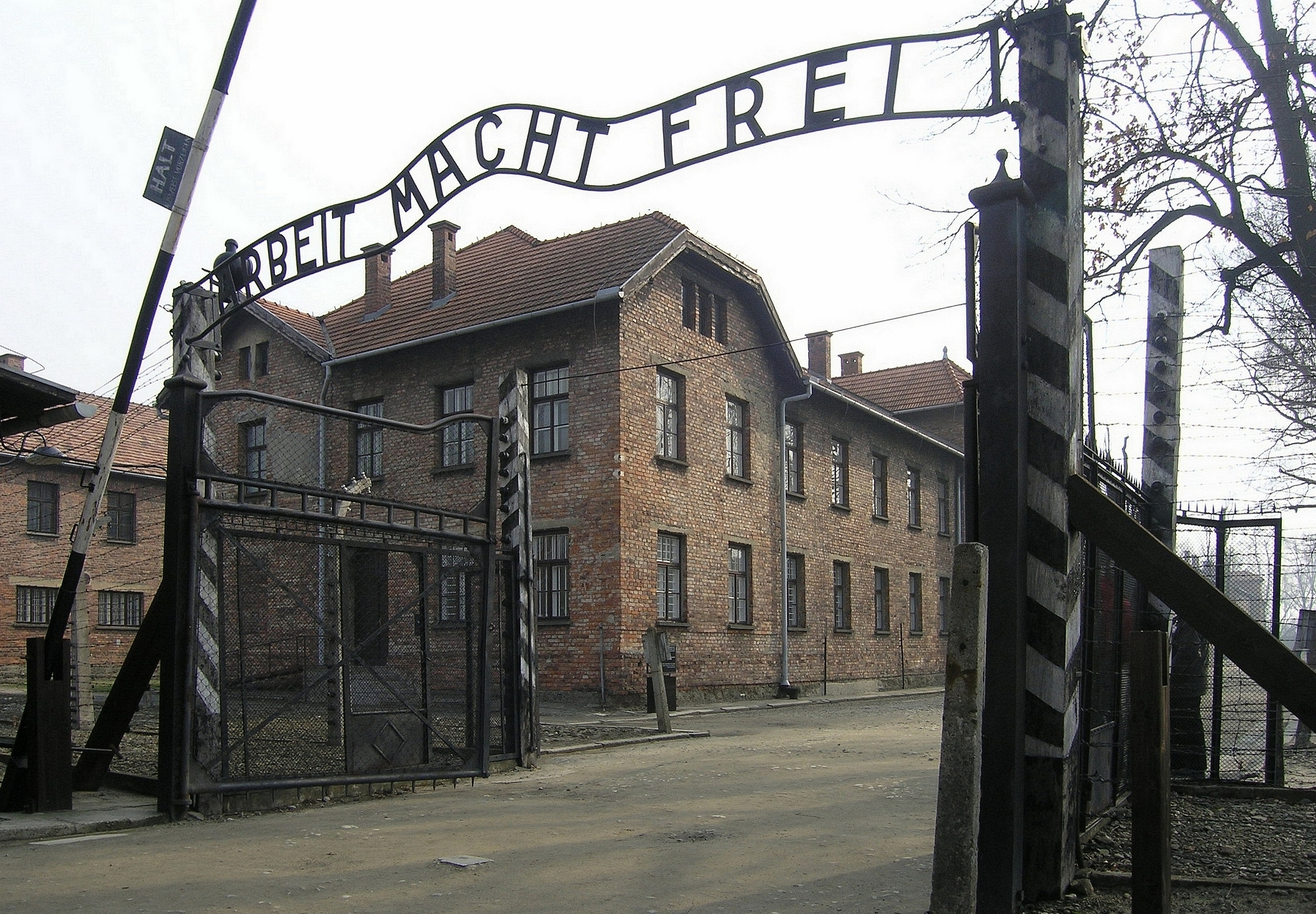
La celebre insegna all'ingresso del campo di concentramento di Auschwitz, luogo simbolo dell'Olocausto

Il termine "genocidio" è una parola d'autore coniata da Raphael Lemkin, giurista polacco di origine ebraica, studioso ed esperto del genocidio armeno, introdotta per la prima volta nel 1944, nel suo libro Axis Rule in Occupied Europe, opera dedicata all'Europa sotto la dominazione delle forze dell'Asse. L'autore vide la necessità di un neologismo per poter descrivere l'Olocausto e i fenomeni di persecuzione e distruzione di gruppi nazionali, razziali, religiosi e culturali, in particolare alla ricerca di idonei strumenti, nel diritto internazionale, a garantire la tutela di tali gruppi.
La parola, derivante dal greco γένος (ghénos, "razza", "stirpe") e dal latino caedo ("uccidere"), è entrata nell'uso comune e ha iniziato a essere considerata come indicatrice di un crimine specifico, recepito nel diritto internazionale a partire dal secondo dopoguerra e quindi nel diritto interno di molti paesi.
Il primo utilizzo del termine in ambito giudiziario avviene un anno dopo il lavoro di Lemkin durante il processo di Norimberga celebrato a partire dall'autunno del 1945. Anche se non espressamente menzionata nella carta di Londra, l'accordo stipulato dalle nazioni Alleate per dar vita al Tribunale Militare Internazionale chiamato a giudicare i crimini commessi dalle forze dell'Asse durante la seconda guerra mondiale, la parola "genocidio" è presente nell'atto di accusa degli imputati del 18 ottobre, non come crimine specifico, ma come termine descrittivo seppur con riferimento ai crimini di guerra e non ai crimini contro l'umanità:
(Indictment, Count Three, War Crimes, lett. a))
Come ricordato dallo stesso Lemkin, il primo ministro britannico Winston Churchill, durante una trasmissione radiofonica del 24 agosto 1941 in cui presentava l'accordo stipulato con il presidente statunitense Roosevelt noto come Carta Atlantica, definì le azioni commesse dal regime nazista come "crimine senza nome":
Siamo in presenza di un crimine senza nome.»
(Winston Churchill, trasmissione radiofonica 24 agosto 1941)

## Definizione ufficiale delle Nazioni Unite
L'11 dicembre 1946 l'Assemblea generale delle Nazioni Unite, con la risoluzione 96 (I), definì il genocidio come «una negazione del diritto all'esistenza di interi gruppi umani, poiché l'omicidio è la negazione del diritto alla vita dei singoli esseri umani». La risoluzione precisava inoltre che «molti casi di tali crimini di genocidio si sono verificati quando gruppi razziali, religiosi, politici e di altro genere sono stati distrutti, in tutto o in parte».
Il 9 dicembre 1948 fu adottata, con la risoluzione 260 A (III), la Convenzione per la prevenzione e la repressione del delitto di genocidio scritta con il contributo dello stesso Lemkin anche sulla scorta dell'esperienza del processo di Norimberga. L'articolo II della Convenzione definisce esplicitamente il genocidio nell'ambito del diritto internazionale:
- (a) uccisione di membri del gruppo;
- (b) lesioni gravi all'integrità fisica o mentale di membri del gruppo;
- (c) il fatto di sottoporre deliberatamente il gruppo a condizioni di vita intese a provocare la sua distruzione fisica, totale o parziale;
- (d) misure miranti a impedire nascite all'interno del gruppo;
- (e) trasferimento forzato di fanciulli da un gruppo ad un altro.»

## Uso del termine nel diritto internazionale

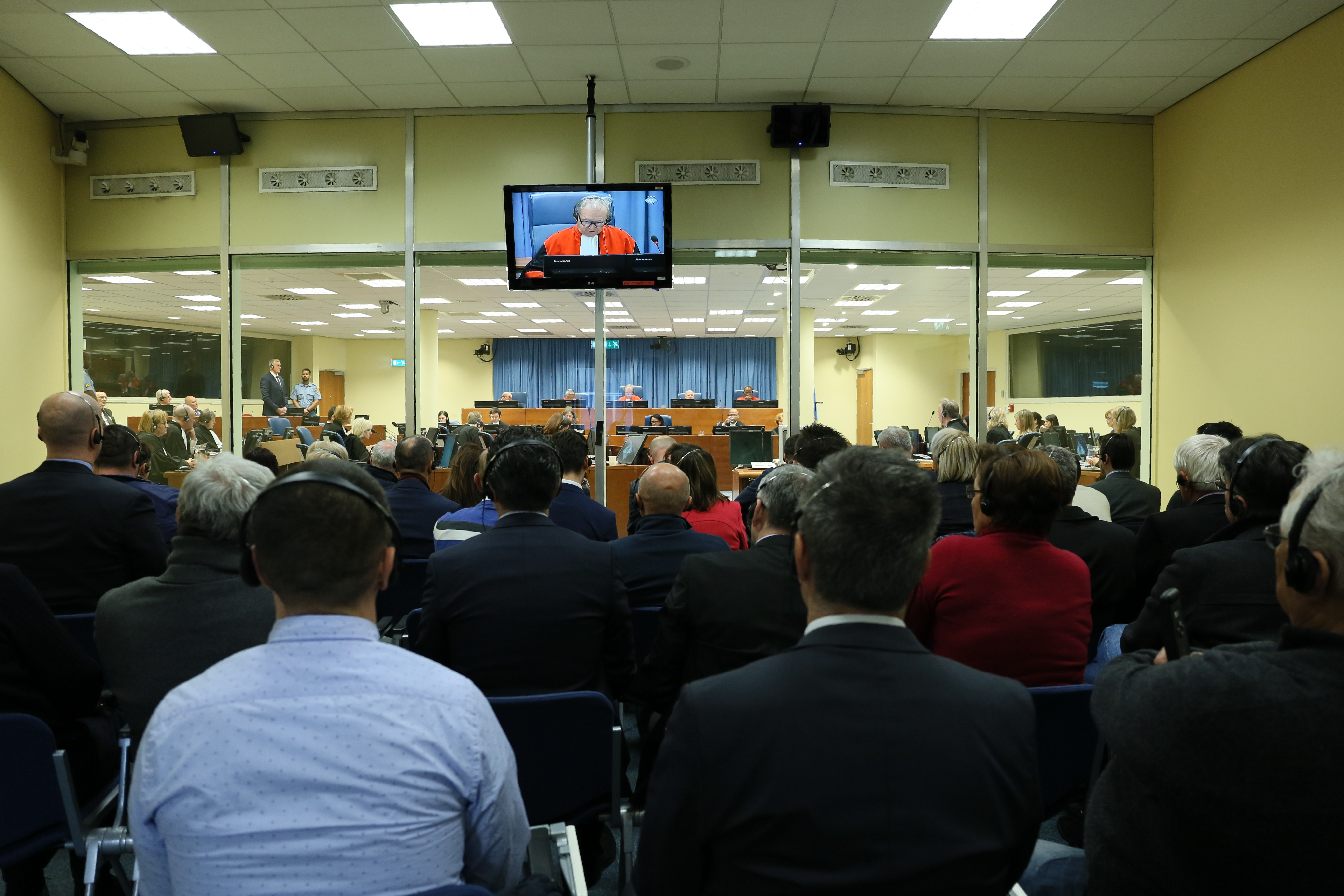
Le fasi di un processo presso il Tribunale penale internazionale per l'ex-Jugoslavia a L'Aia nel 2017

La definizione contenuta nella Convenzione sul genocidio è stata ripresa e utilizzata come base dello statuto del Tribunale penale internazionale per l'ex-Jugoslavia (International Criminal Tribunal for the former Yugoslavia, ICTY) istituito dalle Nazioni Unite il 25 maggio 1993 con la risoluzione 827 del Consiglio di sicurezza. Si trattò del primo caso di istituzione di un tribunale speciale per crimini di guerra dalla seconda guerra mondiale. La corte, creata in seguito agli eventi avvenuti nelle guerre jugoslave iniziate nel 1991 e poi nei conflitti in Kosovo e in Macedonia fino al 2001, fu chiamata a giudicare, oltre ai reati legati a eventuali gravi infrazioni alla convenzione di Ginevra del 1949, a crimini contro l'umanità e a violazioni delle consuetudini e delle leggi di guerra, anche per il reato di genocidio.
L'anno successivo, con la risoluzione 955, fu istituito il Tribunale penale internazionale per il Ruanda (International Criminal Tribunal for Rwanda, ICTR), anch'esso chiamato a giudicare sui fatti che hanno portato al genocidio ruandese.
Nel 1997 fu creato anche uno speciale tribunale (United Nations Assistance to the Khmer Rouge Trials, UNAKRT) chiamato a giudicare quanto avvenuto in Cambogia tra il 1976 e il 1979, mentre erano al potere gli khmer rossi di Pol Pot.
Dopo l'esperienza dei tribunali speciali, nel 1998 con lo Statuto di Roma, è stata istituita la Corte penale internazionale (International Criminal Court, ICC), tribunale permanente per crimini internazionali con sede all'Aia, nei Paesi Bassi, operativo dal 2002 e separato dalle Nazioni Unite. Lo statuto prevede che la corte abbia competenza su crimini di genocidio, crimini contro l'umanità, crimini di guerra e di aggressione. L'articolo 6 è dedicato espressamente al "Crimine di genocidio'" e riprende letteralmente la definizione della Convenzione del 1948.
Da allora si è affermata la convinzione, tra i giuristi e le altre sedi ricognitive del diritto internazionale generale, che il divieto di genocidio, dalla sua originaria caratterizzazione pattizia, sia assurto a rango di ius cogens e quindi vincoli tutti gli Stati facenti parte della comunità internazionale.

## Il genocidio negli ordinamenti nazionali
Le nazioni aderenti all'ONU hanno in gran parte aderito alla Convenzione sul genocidio facendo propria la definizione di genocidio in essa contenuta.
L'Italia ha ad esempio aderito con la Legge 11 marzo 1952, n.153. Nel 1967 una legge costituzionale ha stabilito la possibilità di estradizione degli stranieri per il reato di genocidio e lo stesso anno è stata promulgata una legge che disciplina nell'ordinamento italiano le pene e le competenze per materia nei casi di genocidio. La Francia ha incluso il reato di genocidio nel suo codice penale del 1994 seguendo in gran parte la definizione dell'ONU, ma l'ha esteso non solo agli atti commessi con l'intenzione di distruggere, in tutto o in parte, un gruppo nazionale, etnico, razziale o religioso, come tale, ma anche ai danni di «un gruppo determinato sulla base di qualsiasi altro criterio arbitrario».

## Genocidi riconosciuti
Con l'approvazione della Convenzione sul genocidio e attraverso l'azione dei tribunali speciali appositamente istituiti e della Corte penale internazionale, i casi storici in cui è stato riconosciuto il crimine di genocidio a livello internazionale sono in particolare:
- la guerra in Bosnia ed Erzegovina nell'ambito delle guerre jugoslave
- il genocidio del Ruanda
- il genocidio cambogiano

A questi si deve aggiungere l'Olocausto, che fu ricompreso fra i capi d'imputazione del processo di Norimberga e che ebbe fra le sue conseguenze la redazione stessa della Convenzione; quanto al genocidio armeno, che è stato il primo caso moderno di persecuzione sistematica e di sterminio pianificato di un popolo, è nella casistica da cui lo stesso Lemkin partì per la definizione del crimine di genocidio: su di esso, non a caso, è stata avviata da parte della comunità internazionale una analisi sulle responsabilità storiche, con apposite dichiarazioni assunte da varie assemblee politiche dei singoli Stati.

### Genocidi perpetrati nell'Impero ottomano
La persecuzione nei confronti degli armeni e delle popolazioni cristiane fu una costante nella storia dell'Impero ottomano inasprendosi soprattutto nel XIX secolo, e sfociò, al momento della sua dissoluzione, nel genocidio armeno propriamente detto, espressione alla quale ci si riferisce in particolare per i fatti accaduti tra il 1915 e il 1916.

#### Massacri hamidiani

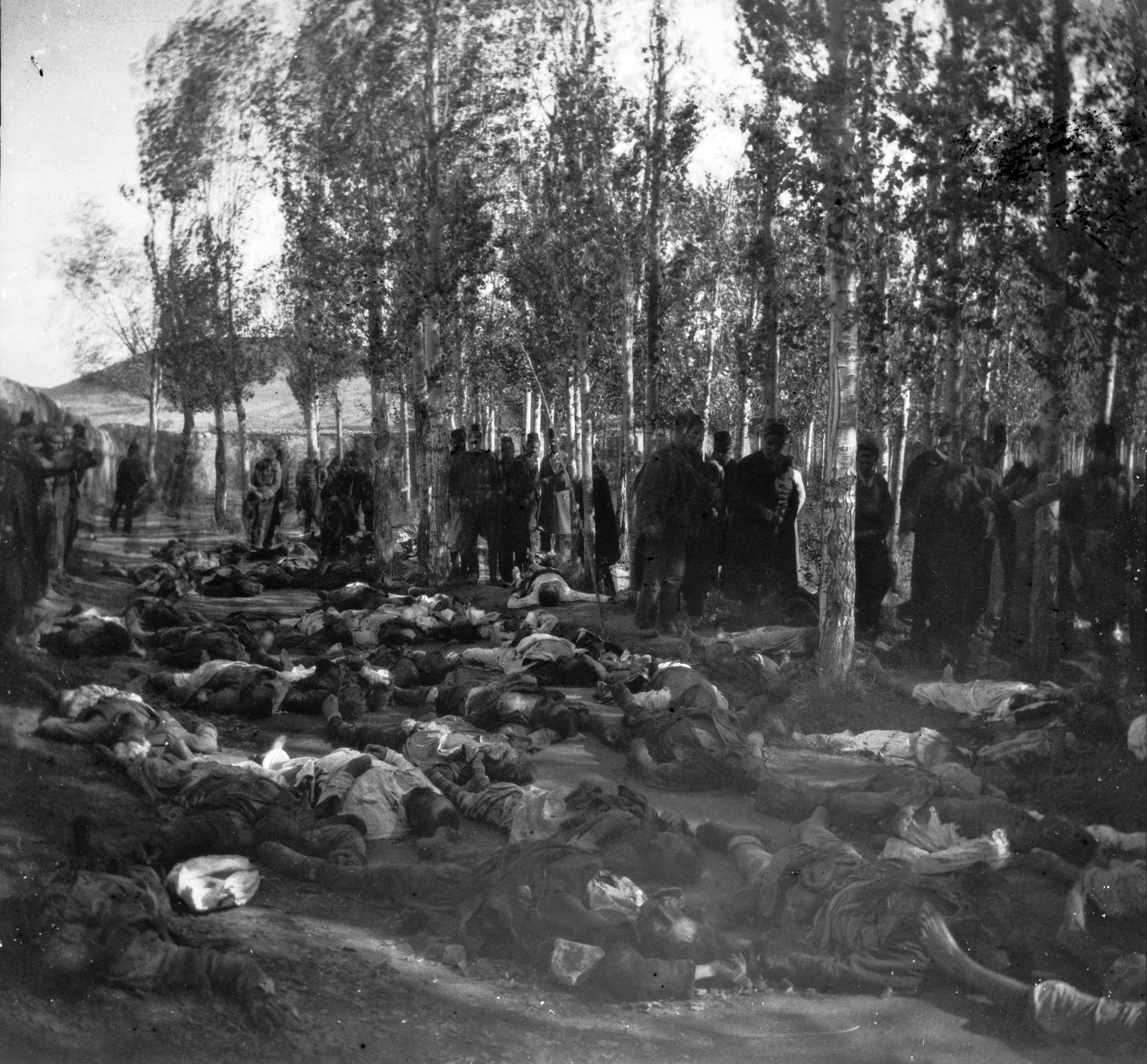
Vittime dei massacri di armeni a Erzerum, nell' Anatolia orientale, il 30 ottobre 1895

Dopo la guerra russo-turca del 1877-1878, gli abitanti armeni di alcune zone dell'Impero, in particolare in Anatolia, si erano sollevati contro l'Impero ormai in declino con la richiesta che venissero applicate le clausole del Trattato di Berlino del 1878. L'art. 61 del Trattato, stipulato tra le potenze europee alla fine di un lungo periodo di ostilità terminato con la pace di Santo Stefano, impegnava l'Impero ottomano «a realizzare, senza ulteriori ritardi, i miglioramenti e le riforme richieste dai bisogni locali nelle province abitate dagli armeni e a garantire la loro sicurezza contro i circassi e i curdi. Essa darà conto periodicamente delle misure prese a questo scopo alle Potenze, che ne sorveglieranno l'applicazione.» Inoltre il Trattato impegnava la Sublime Porta a garantire la libertà religiosa nel suo territorio. Si trattò di uno dei primi casi di coinvolgimento internazionale al fine di garantire i diritti e la salvaguardia di una minoranza etnica e religiosa minacciata.
La repressione per soffocare la dissidenza armena, realizzata anche con il contributo dei curdi e di altre minoranze musulmane, fu brutale. Simili eventi erano già avvenuti in passato contro il popolo armeno, ma in questa occasione la notizia dei massacri si diffuse velocemente in tutto il mondo, causando espressioni di condanna da parte di molti governi. Gli eccidi continuarono fino al 1897 quando il sultano Abdul Hamid II dichiarò chiusa e risolta la questione armena. In quel periodo inizio anche la confisca dei beni degli armeni. La stima delle vittime durante la repressione varia da 80.000 a 300.000 morti a seconda delle fonti.
La notizia dei massacri fu ampiamente riportata in Europa e negli Stati Uniti, provocando forti reazioni da parte dei governi stranieri e delle organizzazioni umanitarie. Il Sultano fu quindi costretto ad accettare l'intervento di una commissione mista composta da membri turchi e europei, con rappresentanti della Francia, dell'Impero russo e di quello britannico, il cui lavoro fu però ostacolato da tattiche diplomatiche, rivelandosi inutile ad accertare la verità sulle stragi.

#### Genocidio armeno
Le deportazioni e le uccisioni di massa perpetrate dagli ottomani sotto il governo dei Giovani Turchi ai danni della minoranza armena in maggioranza cristiana tra il 1915 e il 1916, evento per molto tempo definito "l'olocausto dimenticato", causarono circa 1,5 milioni di morti secondo le stime più condivise.
All'inizio degli anni venti del XX secolo vi furono i primi tentativi di organizzare tribunali penali internazionali per perseguire crimini di guerra e contro l'umanità commessi nel corso del primo conflitto mondiale. In particolare il trattato di pace di Sèvres, firmato tra le nazioni vincitrici e l'Impero ottomano il 10 agosto 1920, obbligava i turchi a consegnare alle potenze alleate «le persone la cui resa può essere richiesta da queste ultime in quanto responsabili dei massacri commessi durante la continuazione dello stato di guerra sul territorio che faceva parte dell'Impero turco il 1º agosto 1914.» I responsabili dei massacri avrebbero dovuto essere processati da appositi tribunali istituiti dagli Alleati, salvo che nel frattempo la Società delle Nazioni non avesse creato un tribunale competente a giudicarli. Il trattato non entrò mai in vigore perché non riconosciuto dal nuovo governo guidato da Mustafa Kemal Atatürk che prese il posto di quello ottomano al termine della Guerra d'indipendenza turca che ridefinì i confini e lo status della moderna Turchia come repubblica. Ciò costrinse le potenze alleate a tornare al tavolo dei negoziati e alla sottoscrizione di un nuovo trattato di pace. Il Trattato di Losanna, firmato il 24 luglio 1923, annullava il trattato di Sèvres, stipulato peraltro con il non più esistente Impero ottomano, e non impegnava più la nuova Turchia sul tema della consegna dei responsabili dei massacri.
La mancata applicazione del tratto di Sèvres vanificò l'ipotesi di ricorrere al giudizio di un tribunale penale sovranazionale per lo sterminio del popolo armeno e rappresentò un fallimento della Società delle Nazioni. La questione rimase irrisolta e dimenticata per decenni fino agli anni settanta quando, in seguito alla invasione turca di Cipro, la comunità internazionale, a partire dagli Stati Uniti, iniziò a sfruttare la questione armena come mezzo di pressione politica nei confronti del governo di Ankara richiamandolo alle sue eventuali responsabilità per quello che iniziava a essere definito come "genocidio armeno".
Il primo paese a riconoscere come genocidio il massacro degli armeni fu l'Uruguay nel 1965 a cui seguirono molti altri stati, soprattutto europei e sudamericani, sino a una prima presa d'atto da parte del Parlamento europeo con una risoluzione formale del 18 giugno 1987. Nel 2015, in occasione del centesimo anniversario, il Parlamento europeo confermò con un'altra risoluzione il riconoscimento del genocidio armeno esortando la Turchia «a fare i conti con il proprio passato».
Il problema armeno e il suo mancato riconoscimento da parte del governo turco come genocidio è sempre stato uno degli elementi di maggior frizione tra Ankara e gli altri paesi. In particolare la procedura per un eventuale ingresso della Turchia nell'Unione europea è stata frenata fino a rendersi impossibile anche in virtù della mancata assunzione di responsabilità del genocidio da parte delle autorità turche. In Italia il genocidio armeno è stato riconosciuto con una risoluzione della Camera dei deputati del 17 novembre 2000. In Francia il negazionismo sul genocidio armeno, insieme a quello degli ebrei, è addirittura considerato reato e punibile col carcere.
Le Nazioni Unite non hanno mai riconosciuto esplicitamente il caso armeno come genocidio, ma in un documento della Sottocommissione per la prevenzione della discriminazione e la protezione delle minoranze del 2 luglio 1985, lo hanno affiancato ai grandi genocidi del XX secolo, paragonandolo all'Olocausto e definendolo come «massacro ottomano degli armeni nel 1915-1916».
Il genocidio, che gli armeni chiamano Medz Yeghern ("grande crimine"), viene commemorato il 24 aprile, data in cui nel 1915 vennero eseguiti i primi arresti tra l'élite armena di Costantinopoli e a cui seguirono massicce deportazioni verso l'interno dell'Anatolia fino al massacro sistematico di una larga fetta della popolazione armena nei mesi successivi.

#### Genocidio assiro e Genocidio dei greci del Ponto
Contemporaneo alla massiccia persecuzione degli armeni fu il cosiddetto genocidio dei cristiani assiri, caldei e siriaci (seyfo in assiro) da parte del governo dei Giovani Turchi e dagli alleati curdi nelle province orientali ottomane. La persecuzione verso gli assiri era iniziata già nel XIX secolo, ma fu con lo scoppio della prima guerra mondiale e con la mobilitazione generale del 1914 che iniziò una fase di repressione violenta nei loro confronti, in particolare dopo il rifiuto dei giovani di rispondere alla chiamata per l'arruolamento nell'esercito ottomano. Secondo alcune stime durante la repressione turca furono uccisi da 200.000 fino a più di 250.000 assiri e altri cristiani.
Analogamente, nello stesso periodo e fino almeno al 1923, oggetto di pesanti persecuzioni furono le popolazioni di origine greca, in particolare i cristiani ortodossi abitanti la regione anatolica del Ponto, sulle coste del Mar Nero. Nel tentativo di risolvere il "problema greco", analogamente a quello armeno, il governo ottomano, nel tentativo di eliminare la presenza cristiana nel suo territorio, arrivò a uccidere un numero stimato di circa 350.000 greci, a cui si devono aggiungere i profughi costretti ad abbandonare la Turchia verso la Grecia e altri paesi del mondo.
Il riconoscimento dei genocidi degli assiri e dei greci del Ponto è stato storicamente meno esteso rispetto al genocidio degli armeni a cui sono stati spesso accostati. La Svezia ha riconosciuto il genocidio armeno insieme a quello di altri gruppi etnici, caldei, siriaci, assiri e greci del Ponto, nel 2010, così come hanno fatto l'Armenia e i parlamenti dell'Austria e dei Paesi Bassi nel 2015 e di quello della Germania l'anno successivo.

### Olocausto

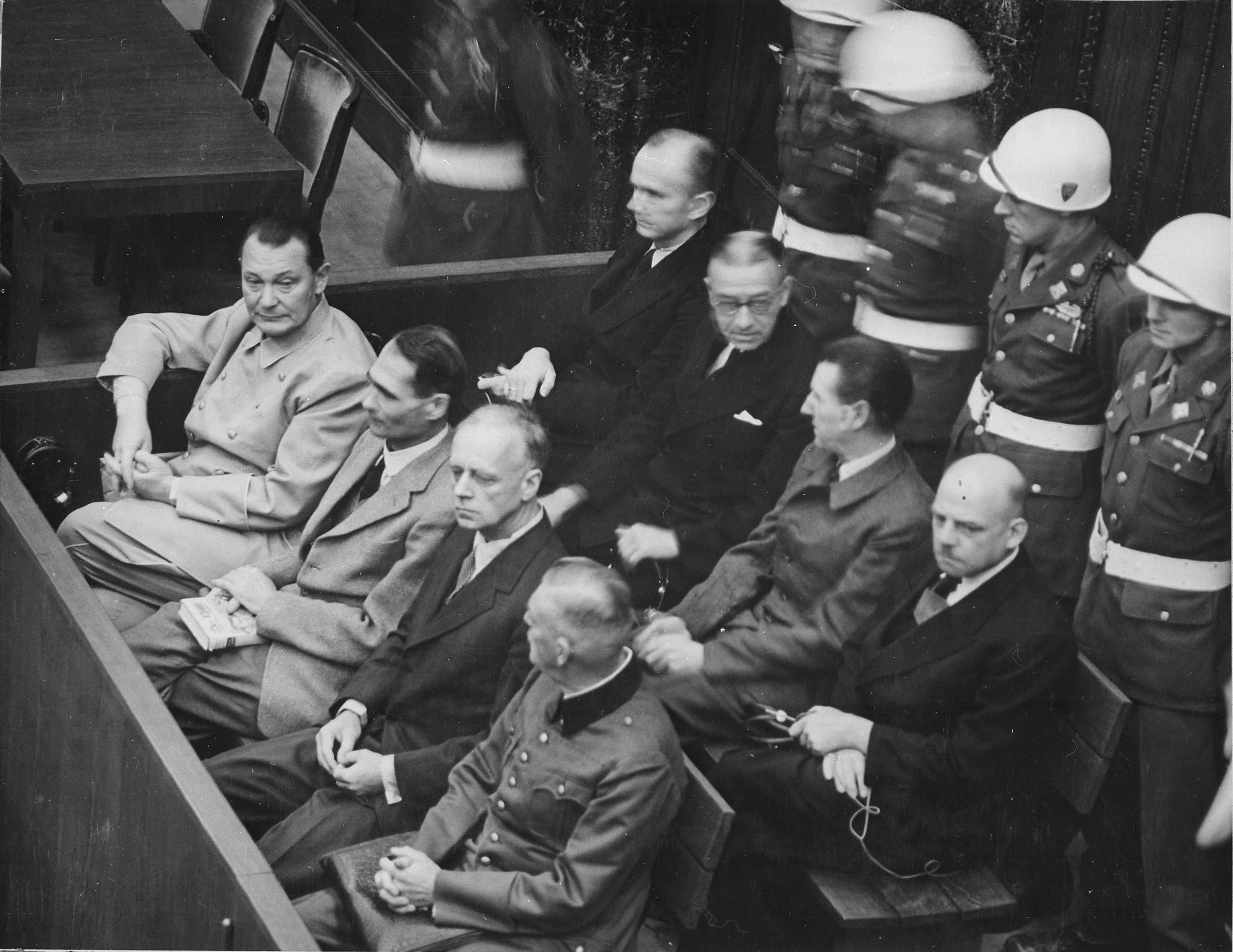
Imputati al processo di Norimberga. In prima fila, da sinistra: Hermann Göring, Rudolf Hess, Joachim von Ribbentrop, Wilhelm Keitel; in seconda fila, da sinistra: Karl Dönitz, Erich Raeder, Baldur von Schirach, Fritz Sauckel

La Shoah, l'eliminazione di circa 6 milioni di ebrei pari ai due terzi degli ebrei d'Europa, venne organizzata e portata a termine dalla Germania nazista mediante un complesso apparato amministrativo, economico e militare che coinvolse gran parte delle strutture di potere burocratiche del regime, con uno sviluppo progressivo che ebbe inizio nel 1933 con la segregazione degli ebrei tedeschi, proseguì, estendendosi a tutta l'Europa occupata dal Terzo Reich durante la seconda guerra mondiale, con il concentramento e la deportazione e quindi culminò dal 1941 con l'inizio dell'eliminazione fisica soprattutto nei campi di sterminio, strutture di annientamento appositamente predisposte in cui attuare quella che i nazisti denominarono "soluzione finale della questione ebraica". L'annientamento degli ebrei nei centri di sterminio rappresenta secondo la maggior parte degli storici un unicum nella storia umana, per le sue dimensioni e per le caratteristiche organizzative e tecniche dispiegate dalla macchina di distruzione nazista.
Oltre che con gli ebrei, i nazisti si accanirono contro altri gruppi etnici quali i rom e sinti, gruppi religiosi quali i testimoni di Geova, contro gli omosessuali, gli oppositori politici e i prigionieri di guerra, in particolare sovietici, i disabili e i malati di mente, e contro la popolazione civile dei paesi conquistati, in particolare polacchi, ucraini, russi e bielorussi, per un totale di altri 11 milioni di vittime.
L'Olocausto fu il primo grande crimine di massa per il quale la comunità internazionale iniziò un percorso giuridico volto a processare i responsabili e fu il primo caso di applicazione nel diritto del termine "genocidio" dopo la sua introduzione da parte di Raphael Lemkin.

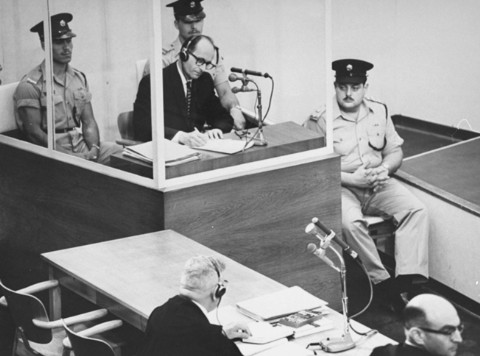
Adolf Eichmann durante il processo

Il termine entrò nel dibattito pubblico sulla Shoah e nell'azione penale quando nel 1961 fu istruito presso la corte distrettuale di Gerusalemme il processo ai danni di Adolf Eichmann, considerato uno dei maggiori responsabili operativi dello sterminio degli ebrei nella Germania nazista. Le accuse contro l'ex-militare tedesco riguardavano i crimini di guerra e il genocidio e altri reati previsti dall'ordinamento di Israele. Eichmann fu condannato a morte dopo la conferma del processo in appello e fu giustiziato nel maggio del 1962. Nel corso del processo il dibattito si focalizzò anche sulla competenza del tribunale israeliano a giudicare Eichmann per crimini contro l'umanità e genocidio per i quali era secondo alcuni preferibile che tale azione fosse svolta da un tribunale internazionale appositamente creato.
Il riconoscimento dell'Olocausto come genocidio è stato il più ampio a livello internazionale sin dalla prima dichiarazione delle Nazioni Unite circa la definizione del genocidio come crimine nel 1946 che riprendeva quella di Raphael Lemkin nel suo testo Axis Rule in Occupied Europe nel quale l'autore dettagliava i crimi commessi dall'occupazione hitleriana dell'Europa.

### Guerre nell'ex-Jugoslavia
La definizione di genocidio contenuta nella Convenzione fu utilizzato per la prima volta nel dopoguerra a livello internazionale in occasione dell'insediamento del Tribunale penale internazionale per l'ex-Jugoslavia (ICTY), organo giudiziario delle Nazioni Unite, a cui fu affidato il compito di perseguire le persone (e non gli stati o altre organizzazioni) responsabili di gravi violazioni del diritto internazionale umanitario commesse nel territorio della ex-Jugoslavia a partire dal 1991. Il Tribunale fu una corte ad hoc con sede all'Aia nei Paesi Bassi, istituita il 25 maggio 1993 con le risoluzioni 808 e 827 del Consiglio di sicurezza delle Nazioni Unite. I reati perseguiti e giudicati secondo lo statuto furono:
- gravi infrazioni alle convenzioni di Ginevra del 1949
- violazioni delle consuetudini e delle leggi di guerra
- crimini contro l'umanità
- genocidio

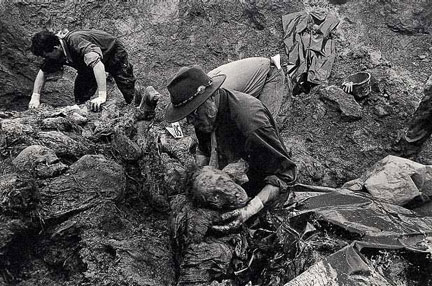
Esumazione a Srebrenica nel 1996

La giurisdizione della corte fu limitata alle sole persone fisiche e non a Stati, partiti politici od altre organizzazioni.
Il Tribunale ha esaminato 161 casi, con 90 condanne e 18 assoluzioni. Per 37 imputati le accuse sono state ritirate o sono morti a processo ancora in corso; 13 imputati sono stati deferiti alle rispettive corti nazionali e mentre 3 casi sono stati trasferiti presso il Meccanismo residuale per i Tribunali Penali Internazionali (MTPI), l'organo creato appositamente per succedere congiuntamente ai tribunali internazionali per l'ex-Jugoslavia e per il Ruanda.
Molti degli imputati furono accusati di genocidio, oltreché di crimini di guerra e contro l'umanità. Solo alcuni furono però condannati per questo crimine o per complicità. Radovan Karadžić, presidente della Repubblica Serba di Bosnia ed Erzegovina dal 1992 al 1996, condannato all'ergastolo in appello nel 2019, e il generale Ratko Mladić, comandante dell'esercito della neo-costituita repubblica, furono ad esempio riconosciuti colpevoli di genocidio per il massacro di Srebrenica durante il quale furono uccise circa 8 000 persone, ma assolti per tale crimine per il complesso delle azioni criminali avvenute in Bosnia fra il 1991 e il 1995 ai danni delle popolazioni musulmane della Bosnia, in quanto non è stato provato che il genocidio fosse l'obiettivo di tali azioni. La prima persona a essere condannata dal Tribunale per il crimine di genocidio fu Radislav Krstić, generale dell'esercito serbo-bosniaco, a cui nel 2001 furono inflitti 46 anni di carcere (poi ridotti a 35 in appello nel 2004) per i fatti di Srebrenica.
Anche la Corte internazionale di giustizia, principale organo giudiziario delle Nazioni Unite, nel 2007 ha stabilito in una sua sentenza che il massacro di Srebrenica, essendo stato commesso con lo specifico intento di distruggere il gruppo etnico dei bosgnacchi, costituisce un genocidio. La Corte ha argomentato circa il coinvolgimento non solo delle persone fisiche coinvolte, ma anche degli stati, in particolare della Repubblica di Serbia. La Corte ha esaminato i fatti che si sono svolti nell'ex-Jugoslavia negli anni novanta nell'eventualità che potessero essere definiti come genocidio. Pur avendo stabilito che atrocità e massicce uccisioni erano state perpetrate durante il conflitto in tutto il territorio della Bosnia ed Erzegovina, ha riscontrato che questi atti non erano accompagnati dall'intento specifico che definisce il crimine di genocidio, cioè l'intenzione di distruggere, in tutto o in parte, il gruppo protetto. Tuttavia ha stabilito che le uccisioni a Srebrenica nel luglio 1995 erano state commesse con l'intento specifico di distruggere in parte il gruppo dei musulmani bosniaci di quella zona e quindi con l'intento di genocidio. La Corte ha poi riscontrato l'esistenza di prove che indicano che la decisione di uccidere la popolazione maschile adulta della comunità musulmana di Srebrenica era stata presa dagli alti gradi dell'esercito serbo-bosniaco (VRS) e che la Repubblica di Serbia aveva violato l'articolo 1 della Convenzione sul genocidio circa la mancata prevenzione del genocidio di Srebrenica.
Fu durante le guerre jugoslave che si iniziò a fare uso in ambito politico, giudiziario e giornalistico della locuzione "pulizia etnica" per descrivere il tentativo di creare aree geografiche etnicamente omogenee attraverso la deportazione, lo spostamento forzato o l'uccisione di persone appartenenti a particolari gruppi etnici.
Nel 2015 vi fu un tentativo di riconoscere a livello internazionale il massacro di Srebrenica come genocidio, anche per quanto stabilito dal Tribunale penale internazionale, quando una bozza di risoluzione in tal senso fu votata dal Consiglio di Sicurezza dell'ONU. La bozza non fu però approvata per il veto posto dalla Russia.

### Genocidio del Ruanda

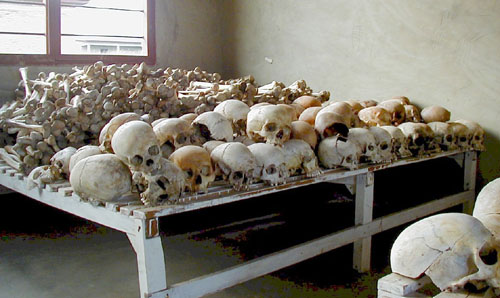
Resti delle vittime del genocidio ruandese che mostrano sfregi e segni di violenze. Memoriale del genocidio di Murambi

Un anno dopo l'istituzione del Tribunale per l'ex-Jugoslavia fu creata una analoga corte speciale per l'esame dei crimini commessi in Ruanda nel 1994 quando centinaia di migliaia di persone, fino a un milione secondo alcune fonti, prevalentemente di etnia tutsi, furono uccise in modo sistematico al culmine del conflitto interno che li vedeva contrapposti alla maggioranza hutu. Il Tribunale penale internazionale per il Ruanda (ICTR, International Criminal Tribunal for Rwanda) fu istituito, su richiesta del governo ruandese, dal Consiglio di sicurezza delle Nazioni Unite con la risoluzione 955 dell'8 novembre 1994, «al solo scopo di perseguire le persone responsabili di genocidio e altre gravi violazioni del diritto internazionale umanitario nel territorio del Ruanda e dei cittadini ruandesi responsabili del genocidio e di altre violazioni del genere commessi nel territorio degli stati limitrofi, tra il 1º gennaio 1994 e 31 dicembre 1994.» Secondo lo statuto i crimini perseguibili dal Tribunale erano il genocidio, nella definizione della Convenzione, e i crimini contro l'umanità, intesi come crimini distinti. In particolare furono considerati punibili il genocidio, la cospirazione per commettere genocidio, l'incitamento diretto e pubblico a commettere genocidio, il tentativo di commettere genocidio e la complicità in genocidio. Nell'ambito dei crimini contro l'umanità, furono considerati perseguibili: l'omicidio, lo sterminio, l'asservimento, la deportazione, la reclusione, la tortura, lo stupro, la persecuzione per motivi politici, razziali e religiosi e altri atti disumani.
Il Tribunale fu insediato a Arusha in Tanzania, città già sede della Comunità dell'Africa orientale, organismo di cooperazione economica di cui faceva parte anche il Ruanda. Ad Arusha fu realizzata anche la prima prigione costruita dalle Nazioni Unite (UNDF, United Nations Detention Facility), nella quale furono reclusi circa 80 imputati e nella cui struttura furono ospitati i testimoni durante i processi.
Fino al termine del suo mandato alla fine del 2015, il Tribunale ha incriminato 93 persone, con 63 condanne, 14 assoluzioni e 10 casi riviati alla giurisdizione nazionale. Come nel caso della ex-Jugoslavia, alcuni casi sono stati trasferiti presso il Meccanismo Residuale per i Tribunali Penali Internazionali (International Residual Mechanism for Criminal Tribunals) istituito nel 2010 per occuparsi del residuo dell'attività dei tribunali internazionali.
Il primo processo per genocidio iniziò il 9 gennaio del 1997, a carico di Jean-Paul Akayesu, all'epoca dei fatti sindaco di Taba, condannato l'anno dopo all'ergastolo per il massacro di circa duemila tutsi che si erano rifugiati nel municipio della città ruandese, per lo stupro collettivo delle donne tutsi e per la partecipazione diretta a diversi omicidi. Akayesu fu riconosciuto colpevole il 2 settembre 1998 in 9 capi d'imputazione su 15 tra cui genocidio e crimini contro l'umanità (per tortura, omicidio, sterminio, stupro e altri atti disumani). La sentenza fu la prima in cui fu emesso, da un tribunale internazionale, un giudizio per genocidio secondo la definizione della Convenzione del 1948. Nella stessa sentenza il Tribunale ha anche definito per la prima volta il crimine di stupro nel diritto penale internazionale e ha riconosciuto lo stupro come mezzo per perpetrare il genocidio.
Il 4 settembre 1998 si concluse con la condanna all'ergastolo il processo nei confronti dell'ex-primo ministro ruandese Jean Kambanda che era entrato in carica ad interim due giorni dopo l'attentato contro l'aereo del presidente Juvénal Habyarimana e fino al luglio dello stesso anno. Fu durante la sua presidenza che si svolsero gli eventi più tragici e i maggiori crimini ai danni della popolazione tutsi. Kambanda, che aveva ammesso le sue responsabilità, fu riconosciuto pienamente colpevole per tutte le fattispecie di genocidio previste e per crimini contro l'umanità (omicidio e sterminio).

### Genocidio cambogiano

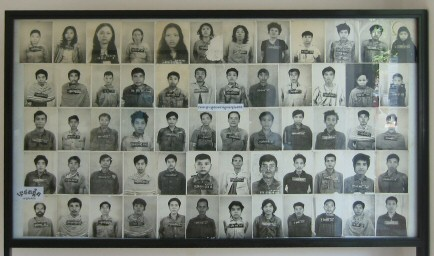
Foto di vittime dei khmer rossi allineate sulle pareti del museo di Tuol Sleng

Tra il 1975 e il 1979, sotto la dittatura comunista di Pol Pot, fu avviato in Cambogia (all'epoca rinominata Kampuchea Democratica dai khmer rossi) un processo di epurazione della popolazione volto a trasformare il paese in una repubblica socialista agraria, fondata sui principi del maoismo. Il conto delle vittime degli khmer rossi ha prodotto risultati che variano da un minimo di 800.000 a un massimo di 3.300.000 morti, tra i morti per esecuzioni, per carestie e per l'assenza di cure mediche.
Caduto nel 1979 il regime della Kampuchea Democratica, il dittatore Pol Pot, in esilio, fu processato in contumacia insieme all'ex-primo ministro Ieng Sary da una corte cambogiana e condannato per genocidio. Fu il primo processo per genocidio nel dopoguerra benché istruito a livello locale.
Nel 1997 il governo cambogiano chiese l'assistenza alle Nazioni Unite per l'ìstituzione di un tribunale competente, sul modello di quelli che stavano operando per i casi della ex-Jugoslavia e del Ruanda, per giudicare i fatti commessi tra il 1975 e il 1979 e perseguire i responsabili degli eccidi, alcuni dei quali erano stati da poco arrestati. Dopo lunghi negoziati e il lavoro di una commissione di studio, si stabilì nel 2003 di creare tribunali misti, sotto il controllo dell'ONU, frutto di un accordo con il governo locale. Fu quindi creato un tribunale speciale costituito dalle Camere speciali nelle Corti della Cambogia (Extraordinary Chambers in the Courts of Cambodia, ECCC), una corte speciale istruita nel 2001 che opera secondo il sistema giudiziario locale, con il contributo tecnico di un organismo denominato Assistenza delle Nazioni Unite ai processi sugli khmer rossi (United Nations Assistance to the Khmer Rouge Trials, UNAKRT). Secondo l'accordo, le Camere speciali applicano la legge cambogiana, integrata dalla legislazione internazionale. Alle Camere straordinarie è stata affidata la giurisdizione sul crimine di genocidio come definito nella Convenzione del 1948, sui crimini contro l'umanità per come definiti nello Statuto di Roma del 1998 e su gravi violazioni della Convenzioni di Ginevra del 1949 e su altri crimini definiti nel Capitolo II della legge cambogiana di istituzione delle Camere straordinarie promulgata il 10 agosto 2001 e emendata nel 2004.
Il primo caso di cui si occuparono le Camere speciali fu quello di Kaing Guek Eav (conosciuto col nome di battaglia '"Duch"), importante esponente degli khmer rossi ed ex-direttore del campo di tortura ed esecuzione S-21. Ritenuto morto dopo la caduta del regime nel 1979, riuscì invece a fuggire e, rifugiatosi dapprima in Thailandia e poi tornato in Cambogia, fu scoperto dal fotoreporter Nic Dunlop nel 1999 e rilasciò una intervista al giornalista Nate Thayer e allo stesso Dunlop per il Far Eastern Economic Review. A seguito dell'intervista si arrese alle autorità cambogiane. Dopo una lunga fase investigativa, durante la quale "Duch" collaborò con le autorità per far luce sui misfatti compiuti da lui stesso e dal regime, il processo iniziò il 17 febbraio 2009 e si concluse il 26 luglio 2010, con la condanna di Kaing Guek Eav a 35 anni di reclusione per crimini contro l'umanità e gravi violazioni delle Convenzioni di Ginevra, ma non per genocidio. In appello la condanna è stata commutata in ergastolo.
In seguito furono processati per crimini contro l'umanità, gravi violazioni della Convenzione di Ginevra e per genocidio altri esponenti del regime. Tra questi Nuon Chea ("Fratello Numero 2"), primo ministro della Kampuchea Democratica, secondo nella catena di comando dopo Pol Pot e tra i principali ideologi dei khmer rossi, e Khieu Samphan, capo di Stato della Kampuchea Democratica, entrambi condannati, dopo varie fasi del procedimento, all'ergastolo. Le Camere iniziarono i processi anche nei confronti di Ieng Sary ("Fratello Numero 3"), terzo nella catena di comando e vice-primo ministro, accusato degli stessi crimini. Sary morì nel 2013 in prigione a 87 anni prima che il procedimento si fosse concluso e senza condanna. Sua moglie Ieng Thirith, accusata di vari reati, fu liberata nel 2012 perché ritenuta inadatta a sostenere il processo per motivi di salute e morì nel 2015.
Con la morte di Nuon Chea nel 2019, all'età di 93 anni, mentre era ancora in corso l'iter dei ricorsi in appello sul suo caso, e vista l'età avanzata dei pochi accusati ancora in vita senza che la maggior parte dei procedimenti si fosse concluso, si è posto il problema della reale efficacia dell'azione delle Camere speciali. In particolare il dibattito verte sulla reale validità dei giudizi già emessi e sull'efficacia giuridica delle condanne con procedimenti penali non ancora definitivamente conclusi.

### Altri tribunali speciali

#### Kosovo
Nell'ambito della Missione di Amministrazione ad interim delle Nazioni Unite in Kosovo (United Nations Interim Administration Mission in Kosovo, UNMIK), creata nel 1999 per fronteggiare la crisi umanitaria e politica creatasi durante la guerra del Kosovo, furono istituiti dei collegi giudicanti misti composti da giudici internazionali e locali. La giurisdizione per i reati più gravi, come il genocidio, rimase in capo al Tribunale penale internazionale per l'ex-Jugoslavia (ICTY). Si trattò comunque della prima esperienza di tribunale internazionale misto.

#### Timor Est
In seguito alla crisi di Timor Est del 1999, dopo il referendum per l'indipendenza dall'Indonesia, la popolazione civile subì violenti attacchi e repressioni da parte delle milizie filo-indonesiane. Le Nazioni Unite istituirono una forza d'interdizione, denominata Forza Internazionale per Timor Est (International Force for East Timor, INTERFET), composta per la maggior parte da personale militare australiano e dispiegata a Timor Est per ristabilire l'ordine pubblico e mantenere la pace. Il 25 ottobre 1999 il controllo del paese passò all'Amministrazione Transitoria delle Nazioni Unite a Timor Est (United Nations Transitional Administration in East Timor, UNTAET) che, tra i suoi primi atti, diede vita alle Sezioni speciali della corte del distretto di Dili, tribunale misto consistente in camere speciali costituite da due giudici internazionali e uno locale, col mandato di perseguire i responsabili dei gravi crimini commessi tra il 1º gennaio e il 25 ottobre 1999, con riferimento ai crimini di genocidio, secondo la definizione della Convenzione, crimini di guerra, crimini contro l'umanità e altri reati, e con il supporto di una Unità per Gravi Reati (Serious Crimes Unit, SCU).
Il primo processo presso gli Special Panels iniziò nel 2001. In totale si svolsero 55 processi per 88 persone accusate e 84 condanne, 24 delle quali dichiaratesi colpevoli. Con la definitiva indipendenza del paese nel 2002 e con il termine delle missioni ONU, gli Special Panels conclusero la loro attività nel 2005 con centinaia di casi ancora da affrontare. L'Indonesia scelse di procedere autonomamente istituendo un tribunale ad hoc per i diritti umani, come base per processare i responsabili delle violazioni dei diritti umani a Timor Est nel 1999. Il tribunale indonesiano ha perseguito alcuni alti funzionari con l´accusa di genocidio e crimini contro l'umanità.
La giurisdizione dei tribunali è stata limitata ai fatti avvenuti dal 1999 e non dei fatti avvenuti in precedenza durante l'occupazione indonesiana di Timor Est. Nel 1975 il regime di Suharto, già autore tra il 1965 e il 1966 di una serie di massacri anticomunisti nel suo paese, invase l'ex-colonia portoghese provocando la morte di decine di migliaia di persone. Due risoluzioni delle Nazioni Unite del 1975 e del 1978 condannarono l'Indonesia per l'invasione. Secondo la Commissione per l'accettazione, la verità e la riconciliazione di Timor Est (Comissão de Acolhimento, Verdade e Reconciliação de Timor Leste, CAVR), dal 1974 e durante l'occupazione indonesiana terminata nel 1999 sono state uccise più di 183.000 persone. Secondo altre stime il numero di caduti arriverebbe a 200.000 persone che, in rapporto alla popolazione di Timor Est, rappresenta la più alta percentuale di vittime di un popolo a partire dall'Olocausto. La situazione di Timor Est giunse all'attenzione internazionale solo il 12 novembre 1991, quando più di 250 giovani furono uccisi durante il massacro al cimitero di Dili. In tal senso da più parti è stata avanzata la richiesta di istituire un tribunale internazionale indipendente per perseguire i responsabili e stabilire la verità su quei fatti per i quali, secondo alcuni osservatori, si può parlare di genocidio nei confronti della popolazione di Timor Est.

#### Sierra Leone
La Corte speciale per la Sierra Leone (Special Court for Sierra Leone, SCSL) fu creata nel 2002 con un accordo tra le Nazioni Unite e il governo della Sierra Leone per perseguire i responsabili di gravi violazioni delle leggi umanitarie internazionali a partire dal 1996 durante la guerra civile che insanguinò il paese africano negli anni novanta, ma nel suo statuto, nonostante il parere di alcuni osservatori, non fu previsto il crimine di genocidio.

### Altri genocidi riconosciuti
Molti eventi violenti, avvenuti soprattutto nel XX secolo ma anche nel secolo precedente, sono stati riconosciuti come genocidi da parte di singoli stati o da istituzioni internazionali, pur senza essere stati oggetto di iniziative penali e giuridiche locali o sovranazionali.

#### Genocidio degli Herero e dei Nama

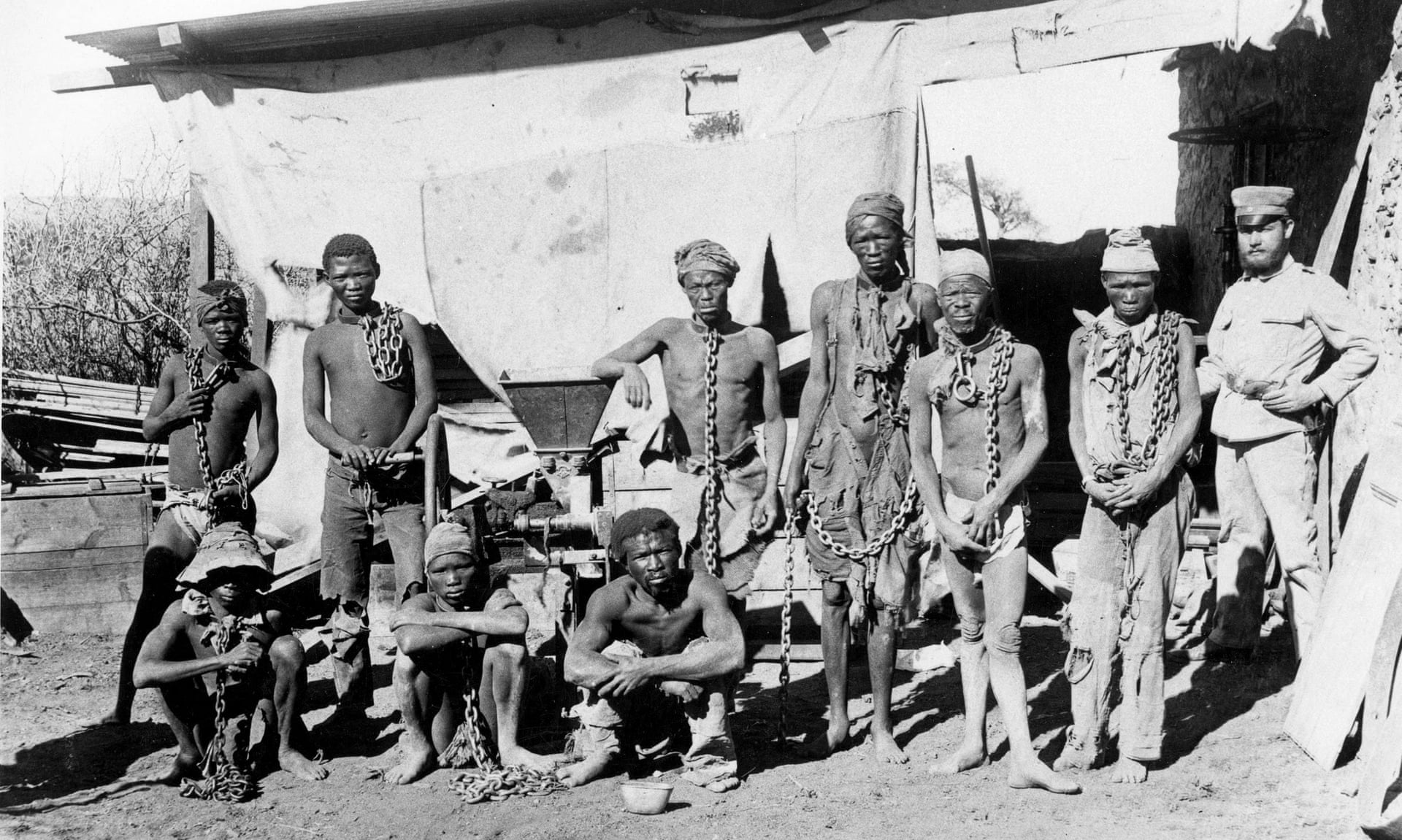
Prigionieri herero e nama durante la guerra del 1904-1908 contro la Germania

Nel territorio dell'Africa Tedesca del Sud-Ovest, l'attuale Namibia, nel 1904 le popolazioni indigene degli herero e dei nama (o namaqua) si sollevarono contro l'occupazione coloniale tedesca. La repressione tedesca, che durò almeno fino al 1907, fu spietata dando luogo a quello che è stato definito da alcuni storici come il primo genocidio del XX secolo, anticipando in tal senso quello armeno. I tedeschi occupanti utilizzarono pratiche di guerra non convenzionale che includevano l'avvelenamento dei pozzi, in una regione arida e desertica dove l'acqua era un bene prezioso, e altre misure repressive che portarono alla morte per fame e per sete di una rilevante percentuale della popolazione locale. Il generale Lothar von Trotha, comandante delle forze coloniali tedesche, ordinò il completo sterminio delle tribù herero. Durante la guerra si ebbero i primi esempi di campi di concentramento all'interno dei quali venivano reclusi gli herero e i nama ridotti in schiavitù. Nei campi si svolsero anche esperimenti scientifici e sociologici estremi ai danni dei prigionieri, in particolare sui gemelli e sui meticci, in quella che è considerata un'anticipazione delle pratiche svolte dai nazisti durante la seconda guerra mondiale. A capo degli esperimenti, ossessionato dalla ricerca della purezza della razza, vi era lo scienziato Eugen Fischer che divenne in seguito rettore dell'Università di Berlino, dove insegnò medicina, e che ebbe fra i suoi allievi Josef Mengele, noto per gli esperimenti genetici condotti sui bambini ebrei nel campo di concentramento di Auschwitz.
Secondo un rapporto delle Nazioni Unite del 1985, per effetto della repressione tedesca la popolazione degli herero si ridusse da 80.000 a 15.000 individui tra il 1904 e il 1907. Il documento, redatto dalla Sub-commissione sulla prevenzione della discriminazione e la protezione delle minoranze dell'ONU, rappresenta un primo riconoscimento internazionale del genocidio degli herero e dei nama.
Nel 1998 l'allora presidente tedesco Roman Herzog, in visita in Namibia, espresse rammarico ma non scuse formali per quanto subito dagli herero, e non accolse la richiesta di versare un indennizzo nei confronti delle comunità native namibiane. Nel 2001 gli herero sono diventati il primo gruppo etnico a chiedere un risarcimento per aver subito gli effetti di politiche coloniali che si adattano alla definizione di genocidio. Gli herero presentarono infatti un'istanza agli Stati Uniti chiedendo un indennizzo da parte della Germania e della Deutsche Bank. La Germania non poté essere condannata perché all'epoca del massacro nessuna legge garantiva la protezione dei civili e le convenzioni internazionali avrebbero contemplato il reato di genocidio soltanto qualche decennio dopo. Scuse ufficiali da parte tedesca pervennero nell'agosto del 2004, in occasione del centesimo anniversario della decisiva battaglia di Waterberg, da parte del ministro tedesco Heidemarie Wieczorek-Zeul che affermò che i tedeschi accettavano la propria responsabilità storica e morale e riconoscevano la propria colpa ammettendo anche che quanto avvenuto rispondeva alla definizione di genocidio.

#### Holodomor

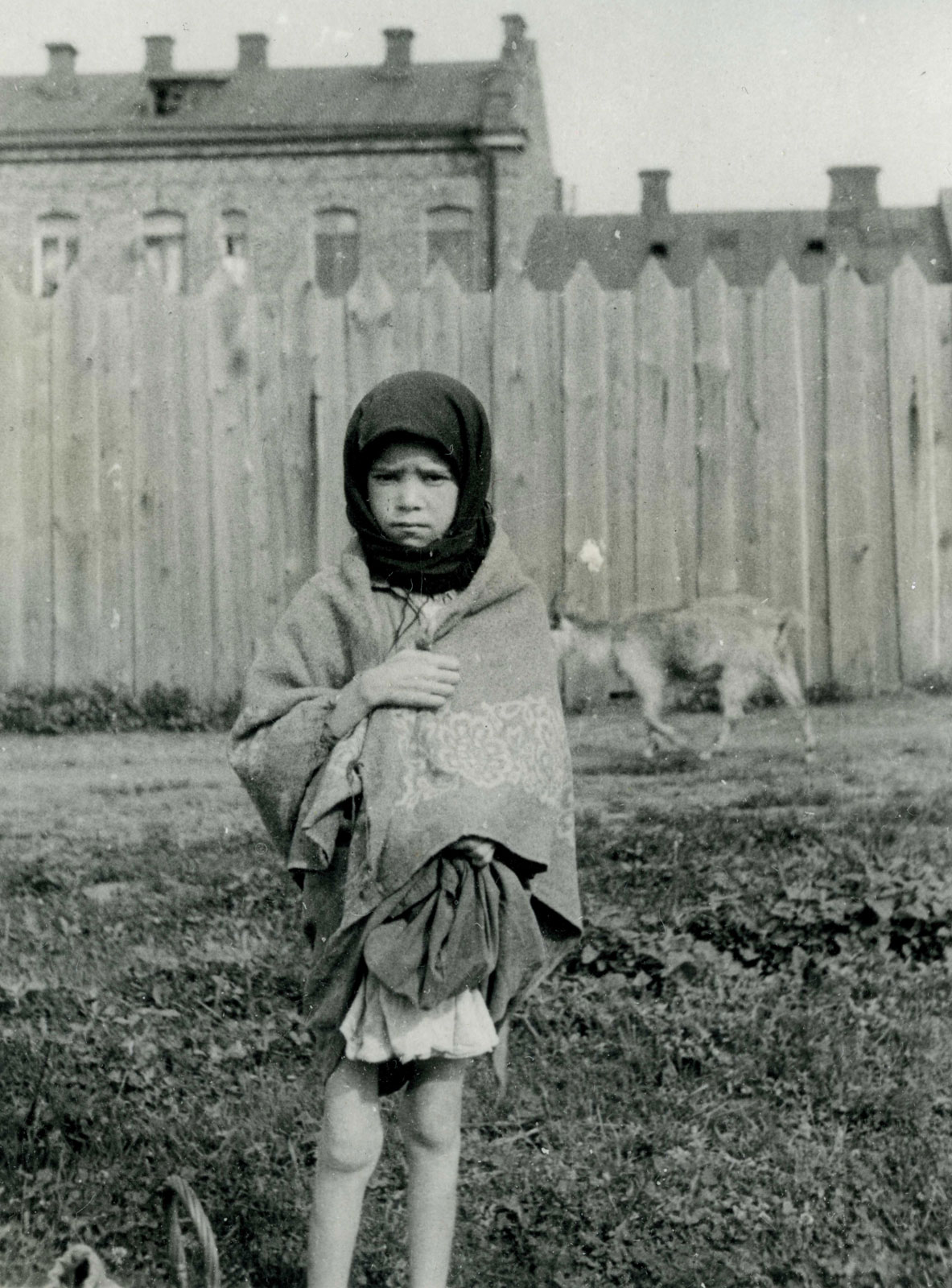
La foto di una ragazza affamata a Charkiv scattata nel 1933 da Alexander Wienerberger è una delle più famose dell'Holodomor

L'Holodomor, la grande carestia che colpì l'Ucraina sovietica ed alcune zone della Repubblica Russa, dal 1932 al 1933 durante il regime sovietico, causando diversi milioni di morti, è stato riconosciuto come genocidio da diverse nazioni tra cui l'Ucraina stessa, gli Stati Uniti e altri. Il Parlamento europeo ha adottato il 23 ottobre 2008 una risoluzione nella quale ha riconosciuto l'Holodomor come crimine contro l'umanità. La maggior parte dei paesi europei e occidentali non si è però espressa in tal senso, non formalizzando alcun riconoscimento, ma la storiografia riconosce l'Holodomor come vero e proprio atto di genocidio.
Una dichiarazione congiunta di una trentina di paesi è stata sottoscritta nel 2003 presso l'Assemblea generale delle Nazioni Unite su proposta del rappresentante permanente ucraino. Nella dichiarazione la "Grande fame" fu descritta come il risultato di politiche e azioni crudeli che provocarono la morte di milioni di persone. Le cause e il coinvolgimento dell'Unione Sovietica e di Stalin nella carestia sono state e sono fonte di discussione storica e politica e rimane perciò ancora aperto il dibattito sul piano delle relazioni internazionali. L'esclusione dei riferimenti ai gruppi politici e al caso dell'Holodomor dalla Convenzione sul genocidio del 1948 avvenne proprio per pressione sovietica.
L'azione coercitiva dello Stato sovietico, anche col sistematico ricorso alla violenza per attuare il suo piano di trasformazione della società, attraverso la collettivizzazione agraria, la deportazione di milioni di piccoli proprietari terrieri, i kulaki, fino all'eliminazione fisica, contribuì all'aggravarsi delle condizioni dei contadini che abitavano l'Ucraina, in un paese fino ad allora considerato "il granaio d'Europa", fino a una terribile carestia che provocò secondo alcune stime fino a 5 milioni di morti e oltre, e fino a 8 milioni secondo altre. La repressione dello Stato sovietico verso i kulaki, contrari alla collettivizzazione e considerati nemici dello Stato, iniziò già nel 1929 con la politica di internamento nei gulag, l'ordine di soppressione fu emanato nel 1930. Secondo gli archivi ufficiali i kulaki internati nei gulag furono circa 2,5 milioni, con 600.000 morti la maggior parte tra il 1930 e il 1933.
Raphael Lemkin utilizzò il termine genocidio per descrivere la carestia, sostenendo la volontarietà del governo sovietico nel provocarla con l'obbiettivo di distruggere la cultura nazionale ucraina portando a compimento il piano di russificazione del paese da parte del regime comunista. Giovanni Paolo II, in un suo messaggio del 2003 in occasione del 70º anniversario dell'Holodomor, pur non utilizzando mai la parola genocidio, riconobbe il ruolo dell'Unione Sovietica nella tragedia parlando di «innumerevoli vittime della grande carestia provocata in Ucraina durante il regime comunista. Si trattò di un disumano disegno attuato con fredda determinazione dai detentori del potere in quell'epoca.» Secondo alcuni autori l'Holodomor e la repressione dei kulaki fu un "genocidio sociale", cioè un tentativo di sterminare buona parte del mondo contadino sovietico, anche russo. Inoltre la repressione è considerato il tentativo di distruggere il carattere nazionale del popolo ucraino.

#### Terrore rosso e carestia in Etiopia
Il governo di stampo marxista di Menghistu Hailé Mariàm al potere in Etiopia tra il 1977 e il 1991 fu contrassegnato da una politica di repressione feroce degli oppostori politici in quello che è definito il "Terrore rosso" e che provocò l'uccisione di migliaia di persone. Il Derg, il Governo militare provvisorio dell'Etiopia socialista, prese il potere nel settembre del 1974 rovesciando il governo dell'Impero d'Etiopia di Hailé Selassié adottando in seguito il marxismo-leninismo come ideologia politica. Menghistu divenne presidente nel 1977 e inaugurò una fase repressiva per eliminare gli oppositori politici, con decine di migliaia di prigionieri condannati a morte senza processo.
L'Etiopia fu colpita negli anni seguenti da una profonda crisi economica come conseguenza delle fallimentari politiche del Derg e da una carestia che provocò secondo alcune stime più di 1 milione di morti, e fino a 1,2 milioni, tra il 1983 e il 1985, con 400.000 profughi, 2,5 milioni di sfollati e quasi 200.000 orfani. La prosecuzione della guerra civile mai conclusasi tra il Derg e milizie etniche etiopi e la guerra d'indipendenza dell'Eritrea provocarono altre migliaia di vittime. Il Derg viene considerato come il principale responsabile per la morte di oltre un milione di etiopi.
Dopo la caduta del regime Menghistu si rifugiò in Zimbabwe allora governato dal suo alleato Robert Mugabe. Il 13 dicembre 1994 a Addis Abeba iniziò il processo ai danni di Menghistu e di altri esponenti del Derg accusati di genocidio e crimini contro l'umanità e di svariati omicidi tra cui quello dell'imperatore Hailé Selassié. Il 12 dicembre del 2006 l'ex-dittatore fu ritenuto colpevole e nel marzo del 2007 fu condannato in contumacia all'ergastolo insieme ad altri 48 coimputati, mentre a 4 furono inflitte pene detentive minori, con nessuna assoluzione. La Corte suprema etiope modificò la sentenza del 2008 condannando Menghistu e altri 18 esponenti del vecchio regime alla pena di morte. Anche dopo la perdita del potere di Mugabe nel 2017 e la sua scomparsa nel 2019, Menghistu continuò a rimanere in Zimbabwe, paese che ha sempre rifiutato l'estradizione del vecchio leader etiope. Due imputati ai processi, l'ex ministro degli esteri Berhanu Bayeh e l'ex Capo di stato maggiore Addis Tedla durante il regime del Derg, furono entrambi giudicati colpevoli di genocidio dalla giustizia etiopica; si rifugiarono nel 1991 presso l'ambasciata italiana di Addis Abeba dove rimasero per 30 anni poiché l'Italia non aveva mai concesso la loro estradizione visto che per i due era ipotizzabile la condanna a morte.

#### Guerra civile in Guatemala
A partire dal 1960 i regimi militari succedutisi in Guatemala, durante la lunga guerra civile che insanguinò il paese mesoamericano, furono responsabili dell'uccisione o della sparizione di almeno 200.000 civili, all'83% indigeni maya, nell'arco di circa trent'anni.
Nel 1994 fu istituita a Oslo la Commissione per il chiarimento storico (Comisión para el Esclarecimiento Histórico, CEH) con il mandato di fare luce sui fatti e come risposta alle molteplici atrocità e violazioni dei diritti umani commessi durante il conflitto iniziato nel 1962 e terminato il 29 dicembre 1996 con gli accordi di pace promossi dalle Nazioni Unite. La Commissione, composta da tre persone, un guatemalteco, un membro di etnia maya e un presidente straniero nominato dal Segretario generale delle Nazioni Unite, pubblicò il suo rapporto intitolato Memoria del Silencio nel 1999. Nel documento si attribuiscono la maggior parte delle violazioni alle forze statali e ai gruppi paramilitari assoldati dagli apparati dello Stato. Inoltre viene osservato che durante il conflitto non era stata fatta distinzione tra le figure di combattente e non combattente e di conseguenza bambini, sacerdoti, leader indigeni e altre persone innocenti furono uccisi indiscriminatamente. La Commissione ha anche concluso che in certe zone del paese il governo guatemalteco avviò intenzionalmente una politica di genocidio contro determinati gruppi etnici, soprattutto contro i maya. Nel rapporto si raccomanda il governo guatemalteco di avviare indagini ed eventuali processi contro i responsabili delle violazioni.
Il generale Efraín Ríos Montt, divenuto presidente del Guatemala nel 1982 a seguito di un colpo di Stato e rimasto in carica fino all'anno successivo dopo un altro colpo di Stato, comparve nel gennaio del 2012 dinnanzi a un tribunale in Guatemala con l'accusa formale di crimini contro l'umanità e di genocidio in relazione al massacro di 1.771 persone del popolo Ixil di etnia maya avvenuto durante il suo mandato presidenziale. L'11 maggio 2013 fu condannato a 80 anni di carcere, 50 per genocidio e 30 per crimini contro l'umanità. Il processo fu poi annullato dalla Corte costituzionale che ordinò un nuovo processo. Rios Montt morì nel 2018 senza che la giustizia guatemalteca avesse concluso l'iter giudiziario nei suoi confronti.

#### Genocidio curdo
Il massacro di curdi a opera del regime di Saddam Hussein durante la campagna di Al-Anfal contro il Kurdistan iracheno è stato riconosciuto come "genocidio curdo" dal parlamento del Regno Unito nel 2013 e nello stesso anno dalla Corea del Sud dopo analoghe prese di posizione da parte di Svezia e Norvegia. Il massacro, salito alle cronache soprattutto per l'utilizzo di armi chimiche da parte dell'esercito iracheno guidato dal generale Ali Hassan al-Majid contro la popolazione inerme con la sistematica distruzione di villaggi e insediamenti civili, sarebbe costato la vita a un numero stimato tra 50.000 e 100.000 persone di etnia curda.
In seguito alla seconda guerra del Golfo e alla destituzione del governo del partito Ba'th, nel 2004 fu istituito un tribunale speciale destinato a giudicare i crimini commessi dal regime di Saddam Hussein. Lo statuto del tribunale prevedeva la possibilità di avvalersi della collaborazione di esperti internazionali o giudici stranieri e la sua giurisdizione fu estesa anche al crimine di genocidio secondo la definizione della Convenzione. Sollevò dubbi in alcuni commentatori la scelta di non escludere la pena capitale tra quelle applicabili dal tribunale speciale.
Il deposto leader iracheno comparve davanti al tribunale il 1º luglio 2004, quando gli furono rese note le accuse contenute nel suo mandato d'arresto. Tra queste la campagna di pulizia etnica contro i curdi del 1988 anche con l'uso di armi chimiche, la repressione violenta della ribellione curda e sciita in seguito alla prima guerra del Golfo, oltre ad altre gravi violazioni dei diritti umani. Nell'ambito del tribunale, dopo la sua cattura, fu processato anche il generale Ali Hassan al-Majid, noto come "Ali il chimico", che fu condannato a morte nel 2007 per genocidio insieme ad altri esponenti del regime. Nel 2010, dopo la quarta sentenza di condanna a morte, l'ultima per l'attacco chimico di Halabja, Hassan fu giustiziato mediante impiccagione. Saddam Hussein, ritenuto colpevole per vari reati tra cui crimini contro l'umanità, era già stato giustiziato nel 2006.

#### Darfur
La regione del Darfur nel Sudan occidentale è stata teatro dal 2003 di un conflitto che alcuni osservatori e studiosi considerano come il primo genocidio del XXI secolo. I miliziani arabi Janjawid, appoggiati dal governo sudanese, uccisero sistematicamente i membri di gruppi etnici della regione in prevalenza Fur e Zaghawa. Secondo le fonti ONU il conflitto e la repressione hanno provocato 300.000 morti con di 3 milioni di profughi.
Il caso del Darfur, pur nel complesso contesto in cui si sono svolti i fatti, ha avuto anche conseguenze giudiziarie internazionali. Il 14 luglio 2008 il procuratore della Corte penale internazionale, Luis Moreno Ocampo, chiese l'arresto del presidente sudanese Omar Hasan Ahmad al-Bashir per crimini di guerra, contro l'umanità e per genocidio. Nel marzo successivo la Corte emise un mandato d'arresto per al-Bashir, ma senza l'accusa di genocidio che venne invece reintrodotta nel febbraio 2010 dalla Camera d'appello della Corte. L'11 aprile 2019, senza essere mai arrestato, al-Bashir venne deposto dopo un incruento colpo di Stato.
 Nel giugno del 2020, dopo il suo arresto nella Repubblica Centroafricana, la Corte penale internazionale prese in custodia Ali Kushayb, considerato uno dei più importanti comandanti delle milizie Janjawid, accusato di crimini contro l'umanità e di guerra.

#### Stato islamico
A livello politico da più parti sono giunte richieste di verificare se le azioni dell'autoproclamatosi Stato islamico durante i conflitti in Iraq e in Siria a partire dal 2013 siano considerabili come atti di genocidio o se siano riconoscibili come tali. Nel 2016 il Parlamento europeo ha approvato una risoluzione «sullo sterminio sistematico delle minoranze religiose da parte del cosiddetto 'ISIS/Daesh'» nella quale si fa espresso riferimento al genocidio nei confronti dei cristiani, degli yazidi e di altre minoranze etniche e religiose.
Nel 2017 il Consiglio di sicurezza dell'ONU ha approvato una risoluzione per la creazione di un gruppo indipendente con il mandato di investigare circa possibili crimini di guerra, crimini contro la umanità e atti di genocidio commessi dai militanti dello Stato islamico nel nord nell'Iraq, in particolare ai danni della minoranza etnica e religiosa yazida, oggetto della violenza jihadista insieme alle altre minoranze presenti nell'area. Tra gli altri, anche il Consiglio federale svizzero, in un suo parere, ha condannato nel 2016 le azioni dello Stato islamico, valutando che esse potrebbero essere considerate crimini di guerra e crimini contro l'umanità e forse come genocidio.
Secondo l'Alto commissariato delle Nazioni Unite per i rifugiati, a partire dal 2014 durante l'espansione territoriale dell'ISIS/ISIL verso le aree settentrionali dell'Iraq, decine di migliaia di yazidi sono stati costretti a fuggire dalle loro case o costretti a convertirsi all'Islam sotto minaccia di morte. Più di 5 000 yazidi sono stati uccisi. Donne e bambine sono state rapite, trasferite, fatte forzatamente sposare o stuprate in un contesto di regolamentata pratica della schiavitù sessuale da parte dei membri dell'organizzazione jihadista.

## Dibattito sul genocidio

### Proposte di aggiornamento
A partire dalla definizione ufficiale contenuta nella Convenzione sul genocidio del 1948, alcuni autori hanno iniziato a studiare gli eventi storici precedenti e successivi per identificarne la natura genocidaria. Le analisi hanno portato a numerose proposte di modifica, ritenendo non soddisfacente la definizione dell'ONU, soprattutto in ambito sociologico, storico e geopolitico.
Nel 1959 il giurista Pieter N. Drost, professore olandese di diritto e esperto di storiografia coloniale, propose l'estensione del concetto di genocidio definendolo come «la deliberata distruzione della vita fisica di singoli esseri umani a causa della loro appartenenza a qualsiasi collettività umana in quanto tale». Drost, infatti, riteneva che la definizione delle Nazioni Unite fosse insufficiente poiché in essa non erano ricomprese tra le cause dei crimini quelle politiche o l'appartenenza delle vittime a un qualunque gruppo sociale. Nel 1976 il sociologo statunitense Irving Louis Horowitz propose una definizione ancora più estesa di genocidio come «la distruzione strutturale e sistematica di persone innocenti da parte di un apparato burocratico statale». Secondo Horowitz una società totalitaria è condizione necessaria ma non sufficiente per lo svolgersi di un genocidio, ritenendo che la cultura nazionale giochi un ruolo ancora più importante rispetto all'ideologia dello Stato.
La sociologa statunitense Helen Fein ha dedicato molti scritti al tema del genocidio. Ha proposto un paradigma per il rilevamento del genocidio che include le seguenti condizioni:
- un attacco prolungato o continuità di attacchi da parte del persecutore per distruggere fisicamente i membri del gruppo;
- il persecutore dev'essere collettivo o organizzato, tipicamente lo Stato, o un comandante dell'organizzazione;
- la selezione delle vittime avviene attraverso la loro appartenenza a una data collettività;
- le vittime sono indifese o vengono uccise indipendentemente dal fatto che si siano arrese o abbiano opposto resistenza;
- la distruzione dei membri del gruppo è stata intrapresa con l'intento di uccidere e l'omicidio è stato sancito dal persecutore.

Seguendo un approccio sociologico definì nel 1982 il "genocidio" come «l'omicidio calcolato di una parte o di un intero gruppo, definito al di fuori dell'universo dell'obbligo del persecutore, in risposta a una crisi causata o attribuita alle vittime» e suggerì una classificazione del tipo di genocidio:
- "genocidio di sviluppo'" se le vittime ostacolano un progetto economico;
- "genocidio dispotico" se le vittime sono oppositori reali o potenziali;
- "genocidio retributivo" quando due gruppi condividono lo stesso spazio in una società multietnica;
- "genocidio ideologico'" se le vittime sono al di fuori dell'universo percepito come sede degli obblighi (per motivi religiosi o nei totalitarismi ideologici).

In seguito lo definì come «un'azione intenzionale sostenuta da un persecutore per distruggere fisicamente una collettività, direttamente o indirettamente, attraverso l'interdizione alla riproduzione biologica e sociale dei membri del gruppo, sostenuta indipendentemente dalla resa o dalla mancanza di minaccia offerta dalle vittime.» In tal senso Helen Fein fu tra i primi a estendere il concetto di genocidio anche a persecuzioni e stragi storiche, come quelle perpetrate ai danni degli aborigeni americani e del Pacifico da parte degli europei, ma anche il massacro degli armeni.
Frank Chalk e Kurt Jonassohn, docenti all'Università Concordia di Montréal e membri del Montréal Institute for Genocide and Human Rights Studies, insoddisfatti della definizione adottata nella Convenzione, nel 1990 ne proposero una diversa e più generale: «Il genocidio è una forma di omicidio di massa da parte in cui uno Stato o altra autorità tesa a distruggere un gruppo, per come quel gruppo e l'appartenenza a esso sono definiti dal persecutore.» La principale differenza consiste nel non limitare in alcun modo il tipo di gruppo da includere, sottolineando, come osservato da altri, che la definizione del "tipo" è unicamente determinato dalla visione del persecutore.
Lo storico franco-canadese Gérard Prunier, esperto di tematiche centro-africane, in un suo testo sul caso del Darfur del 1995 definì il genocidio come il «tentativo coordinato di distruggere un gruppo razziale, religioso o politico predefinito nella sua interezza» sottolineando che il genocidio, a differenza della pulizia etnica, ha come obiettivo la distruzione del gruppo vittima per intero.

### Alternative
Nell'ambito del dibattito sono stati valutati altri termini come "etnocidio", derivante dal greco ἔθνος (ethnos, "nazione") e dal latino caedo ("uccidere"), inteso come la distruzione della cultura più che l'eliminazione fisica delle persone. Il termine fu proposto dallo stesso Raphael Lemkin nel suo Axis Rule in Occupied Europe in alternativa a "genocidio". Altro neologismo utilizzato in ambito sociopolitico è "politicidio" (o "policidio"), inteso come «l'uccisione o lo sterminio di un particolare gruppo a causa delle sue convinzioni politiche o ideologiche», utilizzato per la prima volta nel 1968 in relazione al supposto obbiettivo degli Arabi di distruggere lo Stato di Israele.
Il politologo statunitense Rudolph Joseph Rummel ha coniato il termine "democidio", di accezione ampia, per indicare «l'assassinio di qualsiasi persona o popolo da parte di un governo, inclusi genocidio, politicidio e omicidio di massa.» Secondo Rummel «il significato necessario e sufficiente del democidio è quello dell'uccisione intenzionale da parte del governo di una o più persone disarmate. A differenza del concetto di genocidio, è limitato all'uccisione intenzionale e non si estende ai tentativi di eliminare culture, razze o persone con mezzi diversi dall'uccidere persone. Inoltre, il democidio non si limita alla componente omicida del genocidio, né al politicidio, all'omicidio di massa o al massacro o al terrore. Li include tutti e anche ciò che escludono, purché tale uccisione sia un atto intenzionale, una politica, un processo o un'istituzione di governo».
Un progetto italiano per un Codice dei crimini internazionali del 2022 amplia la definizione di genocido e introduce il "genocidio culturale" in cui il fine della distruzione del gruppo bersaglio avviene anche attraverso pratiche coercitive, obblighi, divieti o altre misure volte alla rimozione dei suoi caratteri culturali, linguistici o religiosi.

### Identificazione del genocidio
Pur tenendo conto della precisa definizione giuridica del genocidio presente nella Convenzione, gli studi sul tema hanno approfondito il fenomeno degli eventi genocidari al fine di identificare gli aspetti salienti e specifici del crimine, soprattutto rispetto ad altre fattispecie, quali i crimini contro l'umanità, i crimini di guerra, la pulizia etnica, ecc.
La definizione di Lemkin presuppone un piano coordinato di azione volte alla distruzione di un gruppo. Un fattore quindi considerato importante è l'intenzione genocidaria, indipendentemente dalla realizzazione dell'atto stesso. L'intenzionalità è ritenuto un aspetto problematico della definizione della Convenzione in relazione al soggetto che intende mettere in pratica il genocidio: se un singolo, un gruppo o uno Stato.
Benché la definizione giuridica di genocidio indichi che gli atti commessi devono coinvolgere «in tutto o in parte» il gruppo bersaglio, secondo alcuni autori è importante l'elemento quantitativo. Per questo sono state proposte soglie numeriche oltre le quali si può parlare di genocidio insieme a un intervallo temporale prefissato.
Nel 1996 Gregory Stanton, fondatore della ONG Genocide Watch, presentò al Dipartimento di Stato degli Stati Uniti un documento informativo che suddivideva l'evolversi di un genocidio in 8 fasi, questo primo modello venne in seguito rivisto, diventando le Dieci fasi del genocidio: uno strumento accademico e un modello politico per identificare la nascita e l'evoluzione di un genocidio, con indicazioni su come intervenire politicamente ad ogni fase.

## Uso del termine in ambito storiografico
Il problema della definizione del genocidio, anche in ambito storiografico e sociopolitico, ha impegnato gli studiosi dalla seconda metà del Novecento, sotto un duplice profilo.
Da un lato si è posto il problema del rapporto tra la semantica comune e quella giuridica: nell'ambito del diritto, e conseguentemente nell'azione dei tribunali, opera il principio tempus regit actum, per cui - salvo espresse deroghe - la fattispecie soffre di una vera e propria impossibilità giuridica ad essere utilizzata a casi anteriori alla sua formazione (in questo caso, nel diritto internazionale penale novecentesco). Eppure, l'ingresso di un termine giuridico nel vocabolario comune non dovrebbe comportare l'addebito di anacronismo, quando lo si utilizza per designare casi consimili verificatisi prima.
Dall'altro lato, fuori dell'ambito del diritto il metodo della comparazione storiografica ha posto il problema dell'utilizzo del sintagma genocidio per designare taluni eventi diversi dal caso emblematico della Shoah: pur essendo stato questo il vero punto di svolta, che ha portato a coniare il termine, c'è il tentativo di riconsiderare l'approccio dell'analisi per applicarlo anche a casi in precedenza non definiti come genocidio, come il caso armeno. Il XX secolo è stato definito da alcuni studiosi come "il secolo dei genocidi". Giovanni Paolo II ha però definito il massacro armeno come "il primo genocidio del XX secolo" in una dichiarazione del 2001 durante un viaggio apostolico in Armenia intendendo quindi che di genocidio si potesse parlare anche per eventi avvenuti in precedenza.
Il XX secolo è definibile come "secolo dei genocidi" sia per la varietà dei fenomeni genocidari, per l'intenzionalità totalitaria e ideologica che li ha connotati, ma anche per la dimensione quantitativa. Il numero di vittime dovute ai genocidi nel XX secolo varia, a seconda delle stime, tra 40 e 169 milioni di uomini e donne. In tal senso il Novecento è considerato «il periodo più sterminazionista ed eliminazionista di massa che l'umanità abbia mai conosciuto.» Cionondiméno il genocidio è considerato da molti studiosi un fatto ricorrente nella storia umana. Altri sostengono che, benché la storia umana sia costellata di massacri su larga scala, in particolare in caso di guerre o di processi di colonizzazione, riferirsi a essi con il termine genocidio secondo la definizione giuridica messa a punto nel XX secolo sarebbe anacronistico.
Lo stesso Raphael Lemkin, pur avendo coniato il suo neologismo con chiaro riferimento ai crimini del nazismo e del totalitarismo nazionale moderno, affermò che «la storia ci ha fornito altri esempi di distruzione di intere nazioni e di gruppi etnici e religiosi», esemplificando come «chiaro esempio di genocidio» eventi storici come «la distruzione di Cartagine, la distruzione degli albigesi e dei valdesi, le crociate, la marcia dei Cavalieri Teutonici, la distruzione dei cristiani sotto l'Impero ottomano, il massacro degli herero, lo sterminio degli armeni,  il massacro degli assiri cristiani in Iraq nel 1933, la distruzione dei maroniti, i pogrom contro gli ebrei nella Russia zarista e in Romania».
Il rapporto Whitaker delle Nazioni Unite pubblicato nel 1985, recante un aggiornamento del problema della prevenzione e la repressione del crimine di genocidio, dopo aver elencato alcuni casi considerati significativi di eventi riconducibili al genocidio, afferma che «potrebbe sembrare pedante sostenere che alcune terribili uccisioni di massa non sono genocidio da un punto di vista legale, ma d'altra parte potrebbe essere controproducente svalutare il genocidio diluendo eccessivamente la sua definizione.»

### Epoca coloniale
Il colonialismo moderno, che prese il via nel XV secolo con le prime scoperte geografiche e la prima espansione portoghese e spagnola e si sviluppò soprattutto dopo la scoperta dell'America nei primi decenni del secolo successivo, provocò un drastico calo demografico delle popolazioni indigene che nel tempo venivano soppiantate dai conquistatori e dagli immigrati europei, per effetto delle guerre di conquista, dello sterminio diretto di interi gruppi, delle malattie importate dall'Europa e per l'impoverimento e le carestie conseguenti.
Alcuni autori hanno ravvisato come appropriato l'utilizzo del termine genocidio in rapporto alle conseguenze della colonizzazione europea nell'età moderna, in particolare per quanto concerne i nativi americani e i popoli indigeni dell'Oceania. Il dibattito sulla fondatezza dell'utilizzo dell'espressione nel contesto coloniale è ancora aperto. Alcuni autori parlano di "genocidio coloniale", ponendo l'accento sugli atti di sterminio deliberato volti a eliminare le popolazioni indigene e favorire quindi l'espansionismo europeo, altri ritengono che le principali cause del declino demografico siano indirette, facendo riferimento ad esempio alle epidemie o a fattori sociali, tra cui la superiorità tecnologica e organizzativa dei colonizzatori. 
Se il concetto di genocidio presuppone la presenza di un gruppo prevalente che unilateralmente opprime e attua azioni di distruzione verso il gruppo più debole, il concetto di guerra si rifà invece alla presenza di due gruppi contrapposti. Nel caso delle guerre di conquista coloniale, la disparità tecnologica tra gli europei e i popoli indigeni viene invece considerato un elemento dirimente nel considerarle come azioni genocidarie.

#### Nativi americani
Il drastico calo demografico dei nativi americani, intervenuto a partire dall'arrivo degli europei nel XV secolo fino alla fine del XIX secolo, sia nella area settentrionale che in quella meridionale del continente, sia pur con modalità in parte diverse, è considerato da alcuni storici e divulgatori un vero e proprio genocidio ed è stato definito l'"olocausto americano". Si stima che tra i 55 e i 100 milioni di nativi morirono a causa dei colonizzatori, come conseguenza delle guerre di conquista, della perdita del loro ambiente vitale, delle modifiche forzate del loro stile di vita e a causa di malattie contro cui non avevano difese immunitarie, ma anche a causa di azioni di deliberato sterminio. Secondo un'altra stima nel secolo successivo alla scoperta dell'America la popolazione amerinda sarebbe scesa da 72 milioni di individui a 4-4,5 milioni. Per altri autori la cifra totale supera i 100 milioni dall'arrivo degli europei fino al XX secolo.
Tra i casi citati invece da altri come possibile esempio di genocidio vi è quello della cosiddetta conquista del deserto, una campagna militare portata avanti dal governo argentino per strappare la Patagonia al controllo delle popolazioni indigene negli anni settanta del XIX secolo. Il dibattito storiografico e politico verte sulla questione se tale campagna sia da considerarsi un genocidio o invece un momento di progresso di civiltà per le popolazioni patagoniche conquistate.
Secondo alcuni storici è difficile sostenere la politica di colonizzazione spagnola sia stata un atto deliberato di genocidio verso i nativi americani in quanto non si trattò di uno sterminio di massa scientificamente pianificato e promosso dall'alto, né vi fu mai un uso preordinato e sistematico delle malattie per annientare popolazioni indigene, cosa invece avvenuta talora nelle colonie britanniche del Nord America con il vaiolo.

#### Colonialismo europeo in Africa

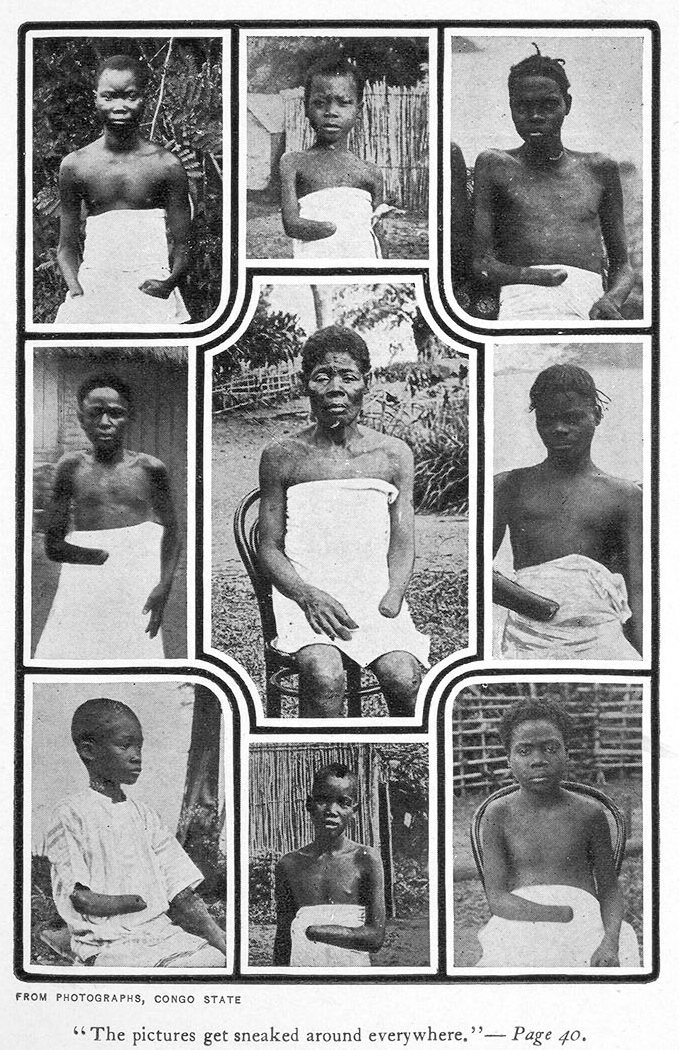
Foto di diversi congolesi con le mani amputate nello Stato Libero del Congo

In generale, tutto il periodo coloniale in Africa nel XIX e nel XX secolo ebbe un considerevole impatto demografico e sociale. Per esempio l'occupazione francese della Costa d'Avorio, tra il 1900 e il 1911, avrebbe provocato un crollo della popolazione da 1,5 milioni di persone a 160.000; in Sudan, dominio britannico, da 9 a 3 milioni di persone tra il 1882 e 1903; in Algeria la diminuzione sarebbe stata del 15-20% tra 1830 e il 1870; in Gabon del 50% tra il 1880 e il 1930.
La politica attuata tra il 1885 e il 1908 dal re dei Belgi Leopoldo II nello Stato Libero del Congo viene da alcuni considerato uno dei "genocidi dimenticati" del XIX secolo.
Nato come possedimento privato del monarca nel corso della conferenza di Berlino del 1884, e non come colonia secondo il modello allora imperante, il paese africano fu teatro di un massiccio sfruttamento, in particolare per l'avorio e il caucciù, attraverso un opprimente regime dittatoriale. La Force Publique, un apposito corpo militare e di gendarmeria, fu creato per terrorizzare la popolazione attraverso la tortura, la distruzione dei villaggi e la mutilazione. I lavoratori, di fatto schiavi, che non riuscivano a raccogliere le quote richieste di gomma venivano spesso puniti con il taglio delle mani, che venivano esibite come trofeo dai militari, e nei casi estremi con la pena di morte.
Pur in assenza di stime certe, il paese subì un considerevole crollo demografico, fino al dimezzamento della popolazione nel periodo considerato. Un rapporto del diplomatico britannico Roger Casement del 1904 stimò che nel corso di dodici dei vent'anni di regime di Leopoldo vi furono svariati milioni di morti. Altre stime riferiscono cifre variabili tra 5 e 30 milioni di morti. Fu con riferimento ai massacri in Congo che l'avvocato e politico afroamericano George Washington Williams utilizzò nel 1890 l'espressione "crimine contro l'umanità".
Anche se per la maggior parte degli storici non si può parlare di genocidio, la brutalità della politica di Leopoldo II face scalpore già alla fine del XIX secolo, al punto che il re fu costretto a cedere il territorio allo Stato nel 1908, trasformandolo così in Congo belga. Anche lo scrittore e drammaturgo britannico Arthur Conan Doyle nel 1909 denunciò le atrocità commesse da parte del regime coloniale in Congo in un suo saggio intitolato The Crime of the Congo. Solo negli anni dieci del XXI secolo, la questione coloniale è entrata nel dibattito politico e sociale in Belgio. Nel giugno del 2020 il re Filippo del Belgio ha inviato una lettera al presidente della Repubblica Democratica del Congo Félix Tshisekedi esprimendo «profondo rammarico per le ferite inflitte», durante il periodo coloniale, al paese africano.

### Pogrom

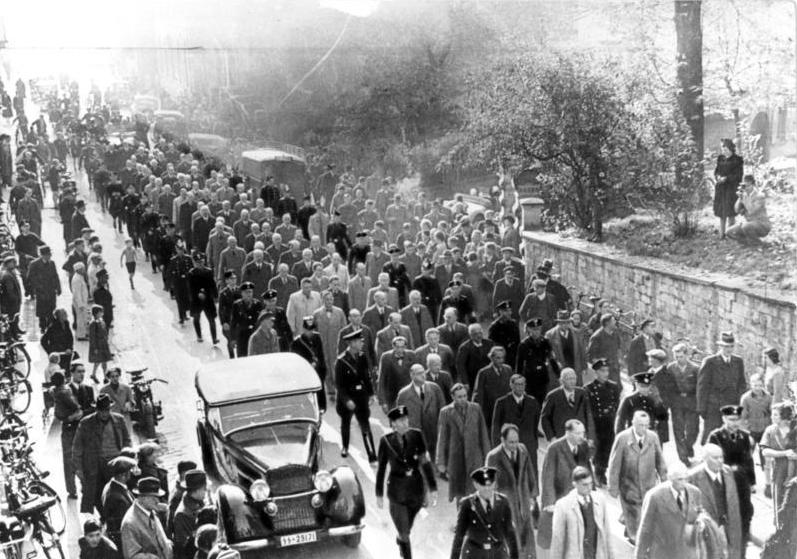
Colonna di uomini ebrei arrestati dalla polizia nel novembre 1938 a Baden-Baden dopo i pogrom antisemiti

Oltre alla Shoah propriamente detta, cioè lo sterminio di una consistente parte degli ebrei europei a opera dei nazifascisti negli anni della seconda guerra mondiale, nel corso della storia il gruppo etnico-religioso è stato oggetto di persecuzioni in gran parte dei paesi dove erano presenti sue comunità. Oltre al confinamento degli ebrei nei ghetti, un fenomeno ricorrente è stato quello dei pogrom, sommosse popolari antisemite, non sempre coordinate dall'autorità costituita, che avevano come obbiettivo i cittadini ebrei e i loro beni e che hanno provocato sin dal Medioevo migliaia di morti costringendo spesso le comunità ebraiche all'esilio dai luoghi di origine e alla diaspora.
Pur essendo dibattuto se siano da considerarsi eventi strettamente genocidari secondo la moderna definizione giuridica, trattandosi di attacchi di norma svolti da turme mal organizzate e senza la pianificazione tipica dei genocidi perpetrati dai governi, i pogrom rappresentano storicamente un evidente sintomo dell'antisemitismo sempre più diffuso in un'escalation di persecuzioni che ha avuto come apice proprio l'Olocausto e i genocidi ai danni degli ebrei nel XX secolo. In molti casi, al tradizionale risentimento antisemita di natura religiosa, si aggiunsero ragioni economiche, sociali e politiche che vennero usate come pretesto per i pogrom.
Il termine pogrom in senso stretto si riferisce alle aggressioni da parte delle popolazioni locali contro gli ebrei nel territorio dell'Impero russo a partire dal XIX secolo, ma è stato poi utilizzato dalla storiografia per descrivere eventi simili avvenuti in altre parti del mondo e anche in epoche precedenti. Tra i primi il tumulto popolare scoppiato contro gli ebrei a Odessa nel 1821. In seguito l'espressione divenne comune con riferimento ai numerosi disordini antiebraici che interessarono l'Ucraina e la Russia tra il 1881 e il 1884 dopo l'assassinio dello zar Alessandro II.
In realtà manifestazioni antiebraiche sfociate in pogrom e persecuzioni violente furono registrate in Europa sin dal Medioevo, a partire dal massacro di Granada del 1066 a opera dei musulmani di al-Andalus. Altre stragi di ebrei avvennero in Renania all'epoca della prima crociata nel 1096, in Germania nel 1298, in Spagna, Francia e Germania nel XIV secolo, fino alla rivolta di Chmel'nyc'kyj a metà del XVII secolo nei territori della Confederazione polacco-lituana, che comprendeva parte delle attuali Ucraina e Polonia, quando si stima furono uccisi 100.000 ebrei, in un massacro di cui fu vittima anche il clero cattolico e il resto della popolazione civile. I pogrom antiebraici si intensificarono in particolare all'inizio del XX secolo soprattutto nell'Europa orientale fino al massacro di Iași nel 1941. Il pogrom noto come la notte dei cristalli, condotto da esponenti del partito nazista in Germania nel 1938, fu l'evento che inaugurò la massiccia persecuzione antisemita da parte del regime di Adolf Hitler che culminò nell'applicazione del progetto di eradicazione degli ebrei noto come soluzione finale della questione ebraica.

### XIX secolo
Già nel XIX secolo le politiche di russificazione attuate dall'Impero russo e di islamizzazione attuate dall'Impero ottomano furono la causa di deportazioni e stermini di massa da alcuni considerati genocidari. La conquista russa del Caucaso avvenuta tra il 1817 e il 1864 e terminata con l'annessione della parte settentrionale della regione, fu seguita da una fase di repressione degli sconfitti, con il trasferimento forzato delle popolazioni di religione musulmana verso l'Impero ottomano. In particolare tra la fine della guerra e il 1867 centinaia di migliaia di circassi furono deportati, insieme a ingusci, ceceni, osseti, abcasi, abazi e altri, dai villaggi di origine verso i porti del Mar Nero in attesa di navi dirette a Trebisonda in Anatolia nell'ambito di un piano di russificazione dei territori conquistati. Il reinsediamento dei circassi fu concordato con gli ottomani, desiderosi di sostituire gli abitanti cristiani di alcune zone dell'Impero con genti di religione musulmana. Nei confronti dei circassi fu attuata anche una strategia pianificata di uccisioni massa. Si calcola che la pulizia etnica e l'esodo abbiano provocarono una riduzione delle popolazioni autoctone superiore al 90% in Circassia e nelle regioni vicine con un numero di morti stimato da alcuni tra 1 e 1,5 milioni.
I circassi residenti nella Federazione Russa hanno più volte chiesto al governo russo prima di riconoscere e poi di scusarsi per le politiche zariste considerate genocidarie. Secondo fonti circasse l'esame dei documenti ufficiali zaristi riporterebbe più di 400.000 circassi uccisi, mentre 497.000 furono costretti a rifugiarsi all'estero, e solo 80.000 furono lasciati vivi nella loro area di origine. Tra gli stati stranieri, solo la Georgia ha riconosciuto l'esodo e lo sterminio dei circassi quale genocidio. Secondo alcuni storici alla violenta politica di russificazione attuata dall'Impero russo è possibile applicare la definizione della Convenzione.

### XX secolo
Altri eventi avvenuti in Europa nel cosiddetto "secolo dei genocidi" sono entrati nel dibattito storico e politico. Tra questi la persecuzione dei serbi durante la seconda guerra mondiale a opera del regime fascista degli ustascia croati che provocò secondo le stime 500.000 vittime tra i serbi a seguito di una campagna volta a «ripulire la Croazia da elementi stranieri.» Sempre durante la seconda guerra mondiale, questa volta a opera dell'Unione Sovietica, viene citato il massacro di Katyn', durante il quale ufficiali dell'esercito e poi cittadini polacchi detenuti in Bielorussia e Ucraina, furono fatti uccidere su ordine di Stalin nella foresta di Katyn' e nelle prigioni nel 1940. Anche la "bonifica etnica" ordinata da Benito Mussolini nei confronti degli sloveni nel 1940 e, nel secondo dopoguerra, la vicenda dei massacri delle foibe a opera dei partigiani jugoslavi, sono casi di pulizia etnica considerati riconducibili al concetto di genocidio. Più recente è il caso della pulizia etnica dei georgiani in Abcasia durante la guerra georgiano-abcasa nel 1991-1993, con massacri e espulsioni forzate di migliaia di abitanti di etnia georgiana, durante la quale tra 10.000 e 30.000 persone furono uccise dai separatisti abcasi appoggiati da forze russe.
In un quadro di costante instabilità politica ed economica, esacerbata anche da contrasti di natura etnico-religiosa e da una crescente presenza jihadista, il continente africano è stato spesso teatro di persecuzioni in taluni casi considerate di natura genocidaria. Il periodo successivo alla rivoluzione di Zanzibar del 1964, che portò al rovesciamento del sultanato di Jamshid bin Abdullah dominato dall'élite araba, fu contrassegnato dall'uccisione di massa di una parte della popolazione araba dell'isola da parte di quella di etnia africana; tale uccisione di massa è stata definita da alcuni come un genocidio. Tra il 1966 e il 1969 durante la guerra civile il governo centrale nigeriano reagì duramente al tentativo di secessione del popolo Igbo, che aveva proclamato la nascita della Repubblica del Biafra. La guerra provocò una tragica carestia che causò tra 600.000 e 1.000.000 di morti ed è stata considerata da diversi osservatori come un genocidio. In Burundi nel 1972 fu attuata da parte dei governanti di etnia tutsi, minoritari nel paese, una massiccia repressione nei confronti degli hutu in quella che fu una anticipazione, a ruoli invertiti, di quanto accadde nel vicino Ruanda negli anni novanta. Quattro anni dopo, con il presidente Jean-Baptiste Bagaza, la persecuzione nei confronti degli hutu proseguì con politiche che impedivano loro l'accesso all'istruzione e al lavoro nell'ambito di un mai risolto conflitto interetnico.
Anche l'Asia fu teatro di vasti massacri di carattere politico o etnico-religioso. Gli anni successivi al colpo di Stato che portò al potere il generale Suharto in Indonesia furono contrassegnati da una violenta repressione anticomunista che provocò la morte di oltre 500.000 persone. I massacri indonesiani del 1965-1966 sono stati definiti da alcuni osservatori come vero e proprio genocidio in considerazione del ruolo svolto dagli alti gradi militari indonesiani che avrebbero organizzato le uccisioni come parte di una campagna coordinata a livello nazionale di "annientamento alle radici" del principale rivale politico, il Partito Comunista Indonesiano. Nel 1971 la porzione orientale del Pakistan abitata prevalentemente da persone di etnia bengalese dichiarò la sua indipendenza col nuovo nome di Bangladesh. Il presidente pakistano Yahya Khan condusse una sanguinosa operazione militare contro i secessionisti, in quella che è nota come guerra di liberazione bengalese che sfociò, con il coinvolgimento dell'India, nella guerra indo-pakistana del 1971. Secondo alcuni osservatori le violenze pakistane contro i bengalesi assunsero carattere genocidario con 3 milioni di morti, 10 milioni di profughi, prevalentemente hindu fuggiti in India, e 30 milioni di sfollati interni. Anche i bengalesi commisero vasti massacri contro gli abitanti di altre etnie e religioni, in particolare biharis e urdu, considerati automaticamente alleati dei pakistani.
In America nell'ottobre del 1937 il dittatore Rafael Leónidas Trujillo compì una pulizia etnica, nota come il massacro del prezzemolo, ai danni della popolazione haitiana residente nella Repubblica Dominicana. La repressione provocò un numero di vittime stimato tra 20.000 e 30.000 persone. Anche in questo caso alcuni autori utilizzano l'espressione genocidio per descrivere il massacro degli haitiani.
Anche se alcuni autori rifiutano la classificazione dei massacri perpetrati dai governi totalitari nel XX secolo, in particolare quelli socialisti di Mao Zedong, Stalin e Pol Pot, come genocidi, ma piuttosto come crimini contro l'umanità oppure, utilizzando altri neologismi, come casi di "politicidio" o "classicidio", altri ne vedono l'intenzione genocidaria. Il dibattito verte in particolare sulla possibilità di includere l'uccisione di massa di gruppi identificati dal perpetratore come "classe" nella definizione giuridica di genocidio.

## Commemorazioni
Nel settembre 2015 l'Assemblea generale delle Nazioni Unite stabilì il 9 dicembre come Giornata internazionale per la commemorazione e per la dignità delle vittime di genocidio, data in cui si celebra l'anniversario dell'adozione della Convenzione sul genocidio del 1948.
Oltre al museo Yad Vashem in Israele, il memoriale che conferisce il titolo di Giusto tra le nazioni ai non-ebrei che hanno agito in modo eroico a rischio della propria vita e senza interesse personale per salvare anche un solo ebreo dal genocidio nazista della Shoah, sono sorti in varie località del mondo luoghi di commemorazione delle personalità che si sono adoperate per contrastare i genocidi, a partire da quello ebraico. Il primo fu il Giardino dei Giusti di Gerusalemme inaugurato nel 1962. In seguito l'esempio fu seguito in molte nazioni ampliando il riconoscimento di Giusto anche a persone che hanno operato nell'ambito dei genocidi armeno, ruandese e bosniaco, come quello di Milano o quello di Padova in Italia.
Il Giorno della Memoria è la ricorrenza internazionale celebrata il 27 gennaio di ogni anno per commemorare le vittime dell'Olocausto. Fu istituita dall'Assemblea generale delle Nazioni Unite con la risoluzione 60/7 il 1º novembre 2005, durante la 42ª riunione plenaria, e adottata con la Legge n. 211 del 2000 dal Parlamento italiano. La data fu scelta perché in quel giorno del 1945 le truppe dell'Armata Rossa liberarono il campo di concentramento di Auschwitz.